# National Hockey League
National Hockey League (NHL; franska: Ligue nationale de hockey—LNH, uttal: [liɡ nasjɔnal də ɔkɛ]) är den högsta ligan i det nordamerikanska ishockeysystemet och kvalitetsmässigt världens högst rankade. Det lag som har varit mest framgångsrikt är Montreal Canadiens med totalt 24 Stanley Cup-titlar, varav 23 sedan NHL bildades. Regerande mästare är Florida Panthers.
NHL grundades 1917 i kanadensiska Montréal, Québec, efter att företrädaren National Hockey Association (NHA) hade ställts in. Då innehöll NHL bara fyra medlemsklubbar men har sedan dess utökats via ett flertal expansioner till de 32 lag som spelar i ligan från och med säsongen 2021/2022. Sju av klubbarna kommer från Kanada medan de resterande 25 är från USA.
Lagen spelar 82 matcher i grundserien mellan oktober och april för att avgöra vilka 16 klubbar (åtta från Eastern Conference och åtta från Western Conference) som spelar slutspel mellan april och juni och har chansen att vinna Stanley Cup-pokalen.
Ligan är stängd från nedflyttning och därför har medlemsklubbarna samarbetsavtal med de klubbar som spelar i American Hockey League och ECHL för att utveckla sig inom den nordamerikanska ishockeyn. De klubbar som hamnar sist i grundserien får sedan fördelar vid den årliga draften om vem som får välja först i NHL Entry Draft och på så sätt jämnas lagens styrka ut med tiden.
Det har förekommit en spelarstrejk och tre lockouter i ligan; alla efter 1992, senast säsongen 2012/2013, och säsongen 2004/2005 blev hela säsongen inställd efter att ägarna ville införa lönetak för att begränsa de skenande spelarlönerna – vilket sedermera ändå kom att ske; lönetaket för säsongen 2024/2025 är 88 miljoner amerikanska dollar, höjts med 4,5 miljoner dollar från föregående säsong.
Den spelare som är högst betald och har högst cap hit för nuvarande säsong är Leon Draisaitl (Edmonton Oilers) med 16,5 miljoner dollar respektive 14 miljoner dollar. Det mest lukrativa kontraktet var det som skrevs 2008 mellan Aleksandr Ovetjkin och Washington Capitals och var värt 124 miljoner dollar över 13 säsonger. De längsta spelarkontrakten i NHL skrevs mellan New York Islanders och Rick DiPietro 2006 respektive New Jersey Devils och Ilja Kovaltjuk 2010; båda kontrakten var på 15 säsonger vardera.
Det primära huvudkontoret för NHL finns i amerikanska New York (i delstaten New York) medan viss verksamhet på huvudkontorsnivå finns i kanadensiska Toronto (i Ontario) och Montréal (i Québec). Ishockeyligan leds av kommissarie Gary Bettman, som har varit på positionen sedan den 1 februari 1993.

## Historia
- Amateur Hockey Association (1893-1898)
- Canadian Amateur Hockey League (1899-1905)
- Eastern Canada Amateur Hockey League (1906)
- Eastern Canada Amateur Hockey Association (1907-1909)
- Canadian Hockey Association (1909-1910)
- National Hockey Association (1910-1917)
- National Hockey League (1917-)

### De första åren (1917–1942)

#### Starten
År 1917 var den nordamerikanska ishockeyn indelad i regionala grupper. Genom hockeyfästena Montréal och Toronto var National Hockey Association (NHA) den högsta ligan i östra Kanada. Från 1883 hade endast tre lag som inte var från denna region lyckats vinna Stanley Cup. Men i NHA fanns inkonsekvenser, eftersom ägaren till Toronto Blueshirts, Edward J. Livingstone, ville ha en förändring. Detta gjorde att ledarna för (Canadiens de Montréal) (Montreal Canadiens), Montreal Wanderers, Ottawa Senators och Quebec Bulldogs träffades på Windsor Hotel i Montreal den 26 november 1917, och tillsammans grundade de National Hockey League. Samtalen leddes av verkställande direktören för NHA Frank Calder, som också blev NHL:s förste president. Efter grundandet försökte ligorna omedelbart att ansluta sig, bland annat ett lag från Toronto, Toronto Arenas, som blev det femte laget i den nya ligan. Toronto Arenas bytte senare namn, först till Toronto St. Patricks och senare till Toronto Maple Leafs.
På denna tid spelades de första matcherna ofta på naturis, spelarna och även målvakterna spelade utan hjälm, och offensiva (framåt-)pass var förbjudna. Lagen hade för det mesta bara tio utespelare i laget, så stjärnspelarna fick ofta spela hela matcherna – 60 minuter.
Grundandet av NHL tillät målvakterna att för första gången lägga sig på knä för att stoppa pucken samt att greppa pucken med handen.

#### De första åren
Under första säsongen valde Québec Bulldogs att till en början inte delta i ligaspelet, vilket medförde att spelarna i Bulldogs gick till andra klubbar. Den 19 december 1917 spelades de två första matcherna då speltiden var uppdelad i två halvlekar. Varje säsong fick varje lag mötas två gånger hemma och två gånger borta. Det bästa laget från den första hälften av säsongen fick möta det bästa laget från den andra hälften i NHL-finalen och fick slåss om Stanley Cup-pokalen. Efter att Montreal Wanderers hall brunnit ned, efter bara sex omgångar, drog sig laget ur ligaspelet för resten av säsongen. Säsongen avslutades med tre lag i ligan. Toronto Arenas kunde i slutspelet, med två vunna segrar och bättre målskillnad, titulera sig NHL- och även Stanley Cup-mästare.
Under andra säsongen spelades slutspelet för första gången i bäst av sju matcher. Finalen stod mellan Montréal Canadiens och Seattle Metropolitans, som vid ställningen 2–2 i matcher bröts då flera spelare drabbats av spanska sjukan. Seattle Metropolitans fick senare spela om Stanley Cup efter seger i PCHA. Den 1 april, fem dagar efter att den femte matchen skulle spelas, dog Montréals försvarare Joe Hall i Seattle Columbus Sanatorium som en följd av sjukdomen. Den tredje säsongen anslöt sig Quebec Bulldogs och spelade sin första match. Då Ottawa vann båda "halvorna" av säsongen behövdes det inte något slutspel om Stanley Cup.
Säsongen 1920–1921 fick ett lag för första gången köpas. Quebec Bulldogs blev därför Hamilton Tigers. Följande säsong, 1921–1922, spelades för första gången en sammanhängande reguljär säsong. För första gången fanns en tabell för hur slutspelet skulle spelas. Säsongen 1923–24 spelades finalen för första gången mellan de två bästa lagen. Frank Nighbor var den förste att vinna Hart Trophy, den första individuella trofén som upprättades i NHL. Under denna period sändes ishockey för första gången i radio.

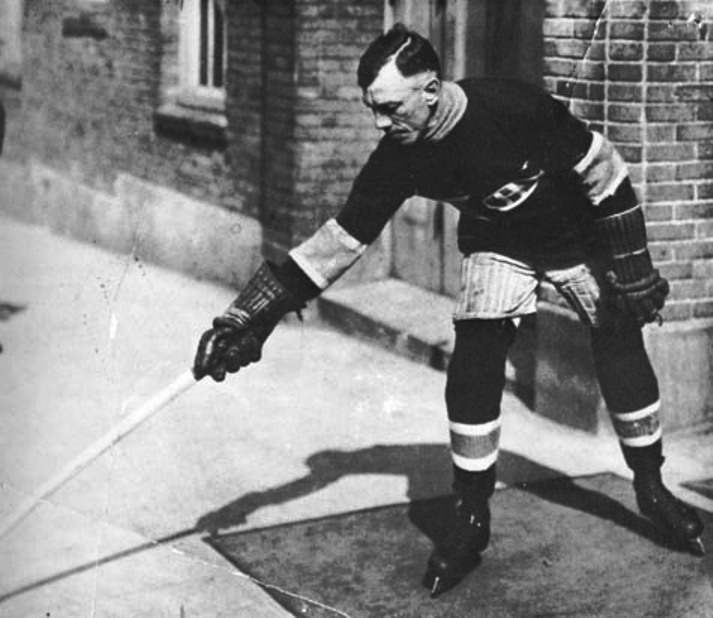
Joe Hall dog den 6 april 1919 av sjukdomen spanska sjukan.

#### Det första laget från USA i NHL
Till säsongen 1924–1925 ville NHL utvidga ligan från fyra till åtta lag. Förutom Montreal Maroons anslöt sig även Boston Bruins som det första amerikanska laget i ligan. Inför nästa säsong sades även från New York och Pittsburgh att man skulle starta varsin sportklubb.
Dessa två nya grupper gjorde att det skulle spelas 24–30 matcher per säsong. Under den här tiden krävde Hamilton Tigers en lönejustering till 200 US-dollar, vilket de inte fick. På grund av detta vägrade laget att delta i Stanley Cup-slutspelet. Det sista icke-NHL-laget vann detta år Stanley Cup, när Victoria Cougars från PCHA besegrade Montréal Canadiens. De var dessutom det enda lag från västkusten som fick lyfta pokalen ända tills säsongen 2006–2007 då Anaheim Ducks fick äran att erhålla pokalen. Hamilton drog sig efter denna säsong tillbaka från NHL. En stor del av Hamiltons spelare skrev därför på för New York Americans inför säsongen 1925–1926, och för Pittsburgh Pirates som fortfarande spelade i ligan. Den ökande populariteten i ligan berodde inte bara på utvidgningen av antalet lag, utan lönerna steg också. Den övre medelinkomsttagaren fick i lön upp till cirka 7 500 US-dollar. Detta var också första gången som ett lönetak infördes. Proffslagen, och sedan upp till tio spelare, kunde inte bibehållas med mer än 35 000 US-dollar.

#### Stanley Cupendast i NHL
Grundläggande förändringar infördes till säsongen 1926–1927. Efter upplösning i övriga ligor i västra Kanada beslöts det att Stanley Cup endast fick spelas om i NHL. Tre lag från USA (New York Rangers, Chicago Blackhawks och Detroit Cougars) och från fyra till tio lag från Kanada deltog. Laget från Toronto var på väg att säljas till Philadelphia, men en grupp som leddes av Conn Smythe övertog laget och döpte om det till Maple Leafs.
Man spelade först i två grupper, vilket påminner om dagens spelsystem med konferenser. På den här tiden var det divisioner, den amerikanska och den kanadensiska divisionen. I den kanadensiska spelade endast kanadensiska lag och New York Americans. Övriga fem lag spelade i den amerikanska divisionen. Säsongen 1927–1928 vann New York Rangers Stanley Cup och blev därmed det första amerikanska lag att vinna.
Följande säsong ändrade målvakterna karaktär och spelstil. På de 220 spelade matcherna hölls nollan cirka 120 gånger. Det var ett genomsnitt på 2,9 insläppta mål per match.
NHL-kommittén gjorde sedan en regeländring: Från och med säsongen 1929–1930 infördes offside-regeln. Spelarna fick även börja passa i anfallszon, vilket tidigare bara var tillåtet i försvarszon och i neutral zon. Gjorda mål per match blev därmed 5,6 och nollan hölls endast 26 gånger under hela säsongen. Under samma år spelade Clint Benedict som förste målvakt med mask. Antalet spelare i varje lag utökades från 12 till 15.

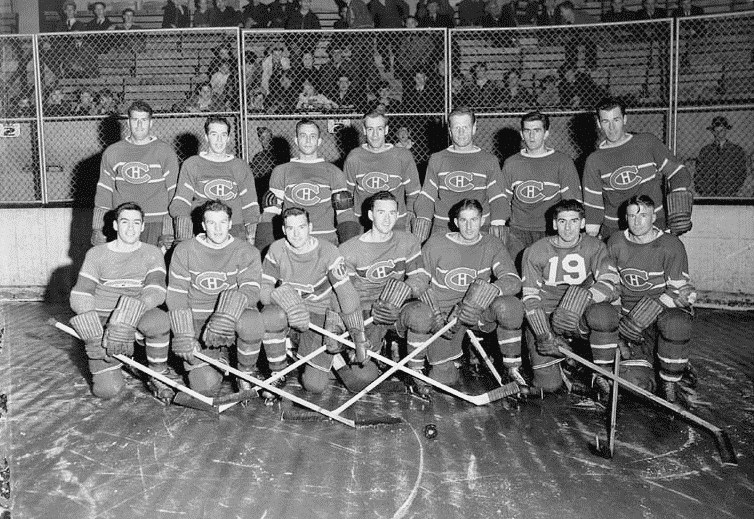
Lagfoto på Montreal Canadiens i oktober 1942.

#### Krisåren
Även om NHL växte drabbade den finansiella krisen ligan. Pittsburgh Pirates sålde sitt lag; från och med säsongen 1930–1931 hette de Philadelphia Quakers, i hopp om att det skulle gå bättre. Man väntade även på att en ny arena skulle byggas i Pittsburgh, men Detroit bytte namn från Cougar till Falcons. Till följande säsong försvann laget från Philadelphia och Ottawa Senators tog ett års uppehåll. Trots krisen besökte 13 233 åskådare Maple Leafs Garden i Toronto vid dess invigning. Försäljningen av Detroit Falcons genomfördes 1932–1933; nytt namn blev Detroit Red Wings. Överallt i alla arenor skulle också en stor och tydlig klocka visa matchtiden. Detta år utdelades för första gången ett pris till "årets nykomling" (rookie) i och med Calder Memorial Trophy. Eddie Shores tackling på Ace Bailey var den tändande gnistan för att starta det första NHL All-Star Game den 14 februari 1934 i Toronto. Bailey erhöll intäkterna från denna match. Ottawa hade ännu inte hunnit återhämta sig från sin ekonomiska kris, men spelade följande säsong mot St. Louis Eagles. Montréal Canadiens var på väg att säljas till Cleveland 1935–1936, men tre köpare från Montréal köpte upp hela laget, så att laget kunde fortsätta spela för staden. Efter många års diskussioner tillkom så småningom icing-regeln. Endast sju lag spelade säsongen 1938–1939. Montreal Maroons hade ekonomiska skäl att spela för. Från 1940 föreslogs det att planen skulle spolas om på nytt innan tredje perioden började.

### The Original Six (1943–1966)
Under de första åren spelade mellan tre och tio lag i NHL; dessa lag var Boston Bruins, Chicago Blackhawks, Detroit Red Wings, New York Rangers, Montréal Canadiens och Toronto Maple Leafs. Det var oförändrat i 25 år, så även slutspelet. Det bästa laget efter den reguljära säsongen spelade mot det tredje bästa laget och tvåan spelade mot fyran. De båda segrarna gjorde sedan upp om Stanley Cup.

#### I spåren avandra världskriget
Andra världskriget nådde även NHL. Detta märktes väl i Boston Bruins, då spelare blev hemskickade för att kämpa för fosterlandet. Speciellt svårt var det till en början i New York Rangers, då det säsongen 1943–1944 endast fanns sex spelare från föregående säsong, så att till och med deras tränare Frank Boucher agerade som spelande tränare; dock vann laget endast sex matcher på hela säsongen. Sammanlagt skickades 80 spelare ut i kriget.
I början av denna epok, som kallas för "den moderna eran", infördes en stor röd mittlinje med en röd mittcirkel på planen. Den linjen gjorde upphov till den så kallade redline offside-regeln, vilken innebar att om en spelare passade framåt fick pucken inte passera både den blå försvarslinjen och den röda mittlinjen innan den nådde en medspelare. Denna regeländring fick en betydande inverkan på spelet, och även målsnittet ökade från 7,1 till 8,1 mål per match.

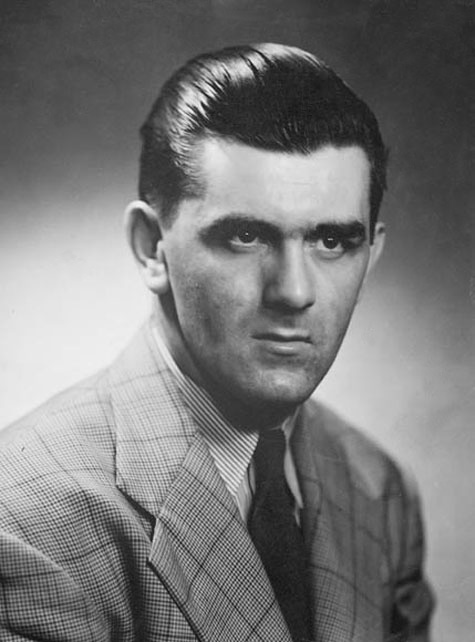
Kanadensaren Maurice Richard var den förste spelaren att göra 50 mål på 50 matcher under en säsong.

Det var i början av the Original Six-eran som det spelades 50 matcher per lag och säsong. Säsongen 1944–1945 blev Maurice Richard den förste spelaren I NHL att göra 50 mål på 50 matcher.
Säsongen 1945–1946 hade flera stjärnspelare återvänt efter kriget. Hockey Hall of Fame grundades och innehöll tolv medlemmar. Till säsongen 1946–1947 utökades antalet matcher till 60 per lag.
En skandal drabbade NHL 1947–1948, då en spelare från vardera Bruins respektive Rangers hade kopplingar till en skum bookmaker. De kunde dock inte förutse hur matcherna skulle sluta. NHL spelade även sin första All Star-match. Tidigare var den en match för välgörenhet. Toronto Maple Leafs dominerade i slutet av 1940-talet och vann tre Stanley Cup.

#### Canadiens dominerade
I början av 1950-talet var Detroit Red Wings ett topplag i NHL, medan Chicago Blackhawks och New York Rangers återfanns nederst i tabellen. I 15 år från början av den ursprungliga "Original Six"-eran, fram till 1957, besatte alltid något av dessa lag sistaplatsen.
Inför säsongen 1949–1950 ändrades spelschemat till 70 matcher per lag, och klubbarna började ha en standardfärg på sina tröjor – i synnerhet vitt. Detta trädde i kraft säsongen 1951–1952 då hemmalaget skulle bära tröjor med vit basfärg. I slutet av säsongen sändes NHL i kanadensisk TV men utan att förvänta höga tittarsiffror, Bostons Art Ross och Torontos Conn Smythe som åtog sig chefsroller i NHL bidrog 1954 till en hög standard i och med en ny teknik.
Säsongen 1955–1956 vann Montréal Canadiens Stanley Cup, vilket därefter kom att upprepas fyra år på raken. ’’The Habs’’, vilket var smeknamnet för Canadiens, kunde förutom sin totala dominans göra flera mål under en 2-minutersutvisning – vilket ledde till att den utvisade spelaren fick återinträda på isen efter att ett mål gjorts.
Detroit Red Wings stjärnspelare Ted Lindsay grundade NHL-s spelarfack, NHLPA. Säsongen 1957–1958 gjorde den förste färgade spelaren debut i NHL, vilken var Willie O’Ree. 30 år tidigare spelade den förste målvakten med mask. Detta nekades vid ett tillfälle Montréals målvakt Jacques Plante, vilket medförde honom en svår skada i ansiktet, och efter det beslöts det att målvakterna alltid skulle bära mask.

#### Ligan inför stora förändringar
Med Glenn Hall, Bobby Hull och Stan Mikita i laget kunde Chicago Blackhawks efter 23 år vinna Stanley Cup. Över 11 000 besökare i snitt kom till matcherna denna säsong, och i slutspelet kom över 14 000.
Efter det misslyckade 1950-talet för Toronto Maple Leafs kunde laget vinna Stanley Cup 1962. I Detroit kunde deras General Manager Jack Adams efter 35 års trogen tjänst gå i pension. Säsongen 1964–1965 kom Ulf Sterner till ligan, som förste spelare från Europa att spela i NHL.
Först här blev det verklighet av den långa planen om att utvidga ligan med spelare utifrån. Ändå var det först på den östra sidan av Kanada och USA som man spelade, och representerade ligan. 9 februari 1966 beslutades det att till säsongen 1967–1968 skulle växa med ytterligare sex lag. De tre amerikanska städer (St. Louis, Pittsburgh och Philadelphia), som innan Original Six-eran deltagit i NHL, gick återigen med i ligan. Utöver dem gick även Minnesota, Los Angeles och Oakland med. Medan de flesta städer hade annonserat deltagandet i NHL begärde St. Louis av ägaren i Chicago Blackhawks att St. Louis Arena skulle tillhöra ligan. Däremot nekades Vancouver och Buffalo att delta.
Säsongen 1966–1967 vann Toronto Maple Leafs Stanley Cup, som det äldsta laget någonsin att vinna; spelarna var i genomsnitt 31,4 år gamla. Chicago Blackhawks lyckades för första gången i historien att bli seriesegrare.

### Den stora expansionen (1967–1979)

#### Nya lag och gamlahackordningar
Säsongen 1967–1968 spelade sex nya lag i NHL; Los Angeles Kings, Minnesota North Stars, California Seals, Philadelphia Flyers, Pittsburgh Penguins och St. Louis Blues. Redan i november 1967 blev California Seals Oakland Seals. Original Six-lagen spelade i Östra divisionen (dagens Eastern Conference) medan de nya lagen spelade i västra divisionen (Western Conference). I en match mot Minnesota North Stars 13 januari 1968 föll Minnesotas center Bill Masterton och slog sig svårt i bakhuvudet, så pass att han avled två dagar efter sin skada. Detta är ännu den enda dödsolyckan i NHL, som är relaterad direkt till en matchskada. Som ett resultat av detta valde många spelare att bära hjälm, som fram till dess var ovanligt. I det följande Stanley Cup-slutspelet gick finalen mellan segraren i Eastern och Western Division, och det slutade med att St. Louis Blues kunde ses i final de tre första åren med Glenn Hall i målet. Bobby Orr i Boston Bruins var den förste försvarsspelaren att nå över 100 poäng under en säsong och var även ligans bäste poängplockare.
Säsongen 1970–1971 tillkom även Buffalo Sabres och Vancouver Canucks, båda i Eastern Division tillsammans med "Original Six"-lagen. Därmed hade två lika stora divisioner bildats, och då flyttades Chicago Blackhawks till Western Division. Under de två första säsongerna därefter vann Blackhawks ligan med 20 poäng före de andra lagen. Gordie Howe gjorde sitt 700:e mål år 1968, vilket blev en milstolpe.

#### Expansionen och konkurrensen med WHA
I början av 1971 inledde WHA en konkurrens mot NHL. Till en början skrattade NHL den nya ligan i ansiktet, men tog 1972–1973 med New York Islanders i ligan för att hålla WHA borta från Long Island. Samma säsong kom Atlanta Flames med som det första laget från sydöstra USA. WHA försökte vinna mark i städer som inte hade några klubbar i NHL såsom Québec, Ottawa, Winnipeg och  Edmonton i Kanada och Houston och Phoenix i sydvästra USA. Detta för att locka spelare från Boston, Chicago och Philadelphia att spela för WHA. Det gjorde att NHL-stjärnor som Bobby Hull, Gerry Cheevers, Bernie Parent och Derek Sanderson spelade i WHA och då blev WHA en verklig konkurrent. Gordie Howe gjorde också en comeback 1973–1974 för att spela i WHA och Houston Areos, där han spelade ihop med sina båda söner Mark och Marty.
Säsongen 1973–1974 vann Philadelphia Flyers Stanley Cup, vilket innebar första titeln för klubben, och de försvarade sin titel följande säsong. Under dessa två år tillkom två nya lag till ligan och ligastrukturen fick ändras. Prince of Wales Conference kom som namnförslag på den västra konferensen som skulle komma att innehålla Adams Division med lag som Boston Bruins, Buffalo Sabres, California Golden Seals och Toronto Maple Leafs och Norris Division med Detroit Red Wings, Los Angeles Kings, Montréal Canadiens, Pittsburgh Penguins och det nya laget Washington Capitals. Den andra konferensen kallades Campbell Conference, uppkallad efter den tidigare NHL-presidenten Clarence Campbell, och innehöll Patrick Division med Atlanta Flames, New York Islanders, New York Rangers och Philadelphia Flyers, och Smythe Division med Chicago Black Hawks, Minnesota North Stars, St. Louis Blues, Vancouver Canucks och även det nya laget Kansas City Scouts.
WHA-lagen drabbades dock alltid av ekonomiska bekymmer, vilket även drabbade NHL under två säsonger, 1976 och 1977. Bara två år efter grundandet såldes laget Kansas City till Denver och spelade under namnet Colorado Rockies. California Golden Seals blev efter två år Cleveland Barons. Under NHL-säsongen 1977–1978 tillkom även Minnesota North Stars.

#### Fusionen med WHA
Problemen i WHA var redan stora och redan i juni 1977 förhandlade man med NHL om en sammanslagning. Sex av de åtta WHA-lagen ville gå till NHL, men förhandlingarna dröjde, innan en ny förhandling gjordes 1978. När det nu fanns 17 klubbar i NHL, ville man få dit ytterligare tre. Ursprungligen var det tal om att New England Whalers och Edmonton Oilers redan säsongen 1978–1979 skulle börja spela i NHL, följt av Winnipeg Jets året därpå, så fort de gjort om i deras hall så den följde NHL-mått. Oklar var dock framtiden för Quebec Nordiques, då NHL inte var intresserade av fler lag än de tre redan nämnda lagen från WHA. Dock kunde inte en överenskommelse nås med WHA, som i sin tur meddelade att de hade ett intresse av att utöka ligan även till Europa vilket kunde sätta press på NHL att vilja samarbeta. Trots detta fanns det vissa grupper som trodde att WHA skulle bestå, ända till en kollaps var ett faktum. WHA-lagen hade förstärkts med juniorspelare, däribland 17-årige Wayne Gretzky som till varje pris ville spela i NHL. En omröstning ägde rum den 8 mars 1978 där fem lag samlades. Bland de fem lagen var Montréal Canadiens, vilka tyckte att det skulle behövas tre lag till från Kanada som WHA kunde bistå med. Till följd av trycket från allmänheten gjordes en omröstning den 22 mars om införandet av fyra WHA-lag i NHL. Resultatet stod sig till endast 20 lag, istället för 21.

### 1980-talet
Med Edmonton Oilers, Hartford Whalers, Quebec Nordiques och Winnipeg Jets hade NHL fyra nya lag att integrera under deras första NHL-säsong. Samtidigt varierade lagen kraftigt i tabellen, då de hade enskilda artister som Mike Rogers och Blaine Stoughton från Hartford Whalers vilka gjorde 100 poäng eller fler. Topplistan över flest poäng vanns av Marcel Dionne efter att ha gjort fler mål än Wayne Gretzky, som också uppnådde 137 poäng. Under samma år infördes ett hjälmkrav för spelare i NHL; alla nya spelare måste bära hjälm, medan spelare som tidigare hade spelat utan hjälm fick fortsätta spela utan hjälm.
Under de närmsta åren dominerade Gretzky poängligan och var den första att göra fler än 200 poäng under en säsong. Detta gjorde honom även till den ende någonsin som klarat detta. Mario Lemieux har uppnått 199 poäng, vilket han gjorde säsongen 1988–1989. New York Islanders var framgångsrikt och vann Stanley Cup fyra år i rad, mellan 1980 och 1983. I lagets framgång fanns spelare som Anders Kallur och Stefan Persson, vilka för övrigt var de första européerna att vinna Stanley Cup.
Säsongen 1980–1981 flyttade det sydöstra NHL-laget, Atlanta Flames, till Calgary i Kanada och blev Calgary Flames. Då det skulle hållas vinter-OS i Calgary 1988 behövde det rustas upp med en ny hall. I det fransk-kanadensiska Québec återfanns de två bröderna Anton och Peter Šťastný från Tjeckoslovakien, sedan de deltagit i vinter-OS 1980 i Lake Placid. Peter, den äldre av dem, gjorde under sin rookie-säsong 109 poäng. Colorado Rockies flyttades 1981–1982 till storstaden New York och spelade sina matcher utanför Hudsonfloden och bytte namn till New Jersey Devils. St. Louis Blues sattes i ekonomiska svårigheter under säsongen 1982–1983. Laget skulle köpas upp av Saskatoon i provinsen Saskatchewan på den kanadensiska prärien, men ägare till andra klubbar ingrep istället. NHL köpte senare upp laget för tre miljoner US-dollar. Den här säsongen deltog inte Blues i den årliga NHL-draften teil.

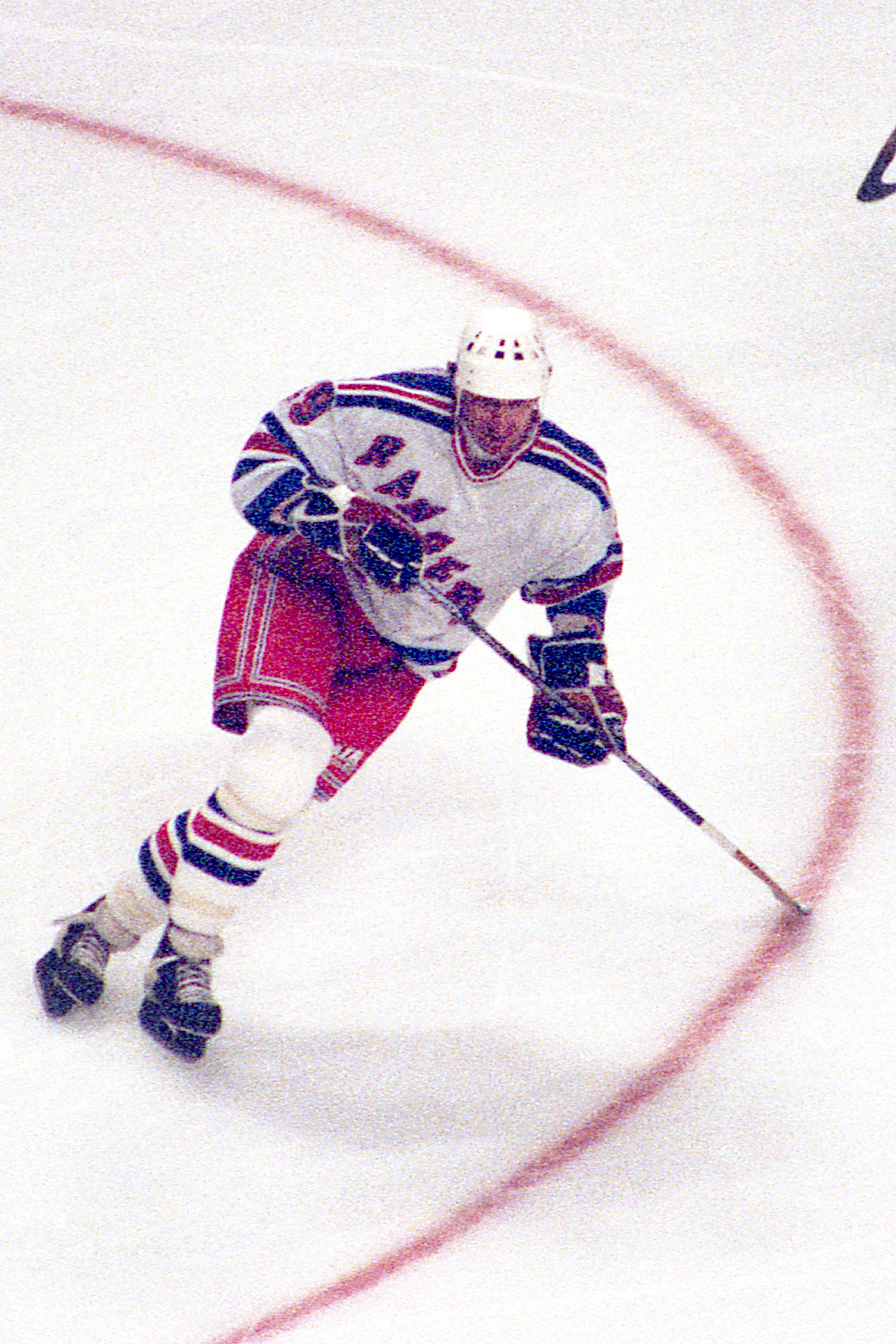
Wayne Gretzky i New York Rangers matchtröja 1997.

Säsongen 1983–84 infördes fem minuters övertid i matcherna, om de slutade oavgjort. Detta år ledde Gretzky sitt Edmonton Oilers till deras första Stanley Cup. Med spelare som Grant Fuhr, Paul Coffey, Mark Messier, Jari Kurri och Glenn Anderson dominerade Oilers ligan. Endast Mario Lemieux kunde under den senare delen av 1980-talet konkurrera med Gretzky i poängligan. Oilers vann Stanley Cup fyra gånger mellan 1984 och 1988, och dess dominans gav 1985 upphov till den så kallade fyra-mot-fyra-situationen som följde..
Den 9 augusti 1988 offentliggjordes nyheten om att Los Angeles Kings var på jakt efter Gretzky. Säsongen 1988–1989 vann Calgary Flames Stanley Cup, samtidigt som Mario Lemieux var nära på att bli den andre spelaren någonsin att göra över 200 poäng under en säsong. Buffalo Sabres hjälpte Alexander Mogilny att fly ifrån Sovjetunionen för att få spela i Nordamerika. Han visade sig vara en av de mest begåvade ryska spelarna under den tiden. Detta gjorde att Sovjet fick stora problem, men beslutade att inför NHL-säsongen 1989–1990 låta ryska spelare få spela i NHL. Dessa inkluderade bland annat Vjatjeslav Fetisov, Sergej Makarov och Igor Larionov. Wayne Gretzky lyckades redan efter sin elfte säsong bli utsedd som den bäste spelaren genom tiderna, då han i en match mot sin förra klubb gick förbi Gordie Howes tidigare rekord på 1850 poäng, samtidigt som Edmonton Oilers lyckades vinna Stanley Cup 1990 utan Gretzky.

### 1990-talet
Den första delen av 1990-talet dominerades av Mario Lemieux och hans Pittsburgh Penguins. Förutom honom fanns stjärnor som Jaromír Jágr, Paul Coffey och Ron Francis i laget, som två år i rad vann Stanley Cup (1990–1991 och 1991–1992). Redan i maj 1990 hade Minnesota North Stars fått en ny ägare. Cleveland Barons slog sig samman och bildade ett nytt lag från Kalifornien. Till säsongen 1991–1992 tillkom San Jose Sharks som det 22:a laget i ligan.
I NHL-draften 1991 draftade Quebec Nordiques Eric Lindros som sitt förstaval, men Lindros (som kom från den engelsktalande delen i Kanada), vägrade att spela för Québec. Efter mycket om och men blev han bortbytt till Philadelphia Flyers som betalade 15 miljoner US-dollar, fem spelare (däribland Peter Forsberg), och två draftrundor till Nordiques för att få Lindros.

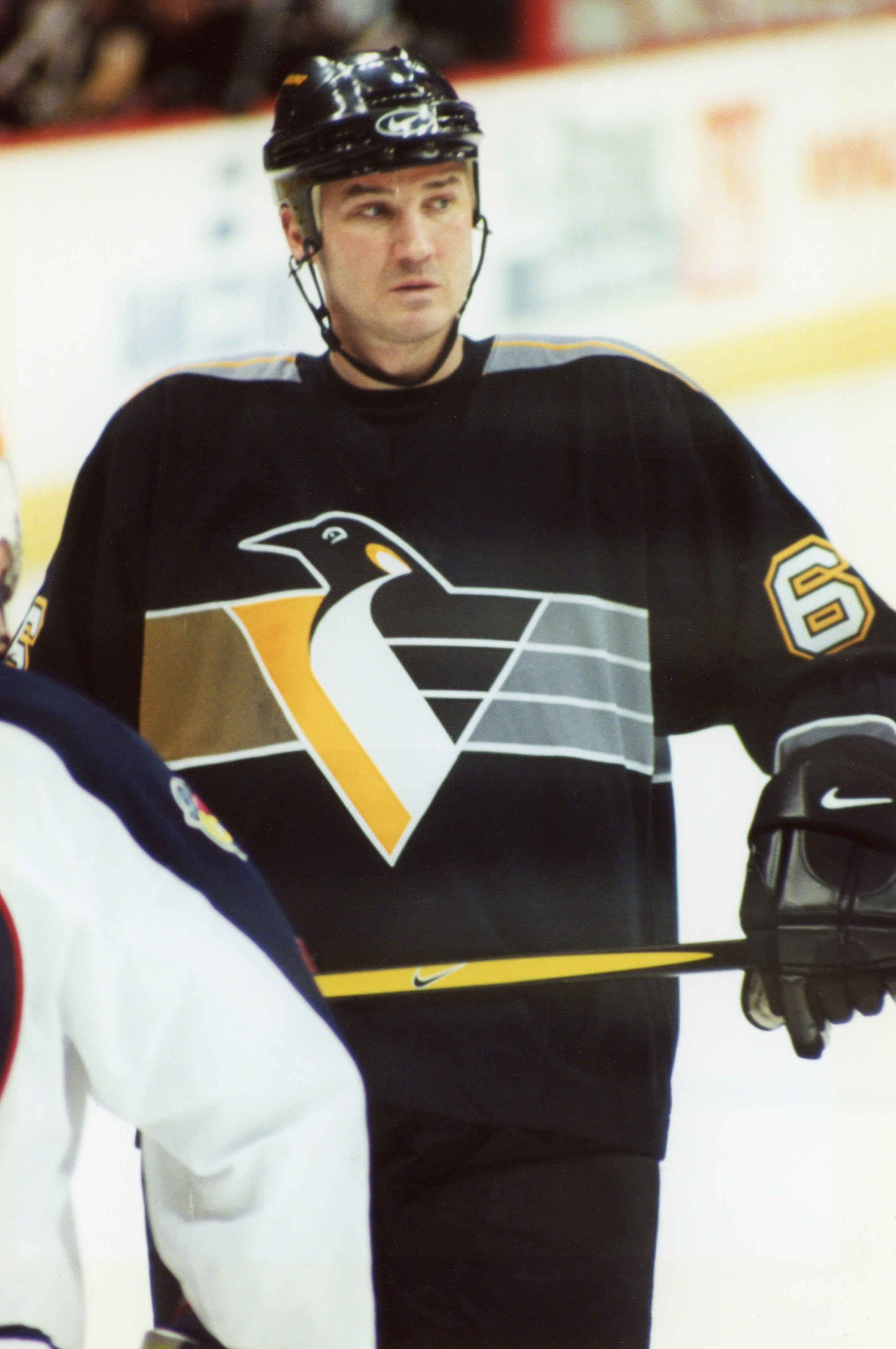
Mario Lemieux vann Stanley Cup två gånger med Pittsburgh Penguins på 1990-talet.

Wayne Gretzky ledde säsongen 1992–1993 sitt nya lag Los Angeles Kings till final mot Montréal Canadiens, som Canadiens vann. I denna finalserie fanns det inte med några européer alls, européer hade blivit allt vanligare sedan Islanders började med det från säsongen 1979–1980.
1992 ställde Kanadas huvudstad Ottawa upp med ett NHL-lag, vilket även denna gång (som för 58 år sedan) fick namnet Ottawa Senators. Därmed spelade åtta kanadensiska lag i ligan, vilket var det största antalet kanadensiska lag som någonsin hade spelat i ligan. Samtidigt fick södra Florida sitt första NHL-lag med Tampa Bay Lightning och bara ett år senare tillkom ett lag från Miami i Florida Panthers. Dessutom grundade Walt Disney Company Mighty Ducks of Anaheim, ett till lag ifrån Los Angeles. Förutom de nya lagen, som ökade i antal i främst södra USA, flyttades Minnesota North Stars säsongen 1993–1994 till Texas och blev Dallas Stars. Stanley Cup-mästare detta år blev New York Rangers, som senast hade vunnit Stanley Cup säsongen 1939–40.
I början av säsongen 1994–1995 var en konfrontation mellan spelarfacket National Hockey League Players Association och ligan ett faktum. Redan i april 1992 var det omöjligt att komma överens om att införa ett lönetak för klubbarna. Spelarna strejkade och resultatet blev att många spelade i europeiska klubbar. Med endast en försening på 103 dagar kunde säsongen starta den 11 januari 1995, med en förkortad säsong.
Under 1990-talets första hälft dominerade de västra lagen, och maktbalansen försköts åt väst. Quebec Nordiques hade innan säsongen 1995–1996 flyttat till Denver och blivit Colorado Avalanche. I den fjärde finalmatchen mot Florida Panthers avgjorde Uwe Krupp i den tredje övertidsperioden, där Colorado Avalanche blev det första och hittills enda laget att vinna Stanley Cup under sitt första år som klubb. Detroit Red Wings kunde för första gången sedan Original Six-eran vinna Stanley Cup 1997 efter finalvinst över Philadelphia Flyers. De dominerade även följande säsong och vann 1998 efter finalseger mot Washington Capitals. Stor del i framgången hade den så kallade "ryska femman".
Försäljningen av de tidigare WHA-lagen fortsatte. säsongen 1996–1997 såldes Winnipeg Jets till Arizona och blev Phoenix Coyotes och även Hartford Whalers såldes inför säsongen 1997–1998 till Greensboro i North Carolina och blev Carolina Hurricanes. Edmonton Oilers var det enda WHA-laget kvar av de fyra som inte bytte adress. Nashville Predators blev det 27:e laget i ligan då de gick med 1998. Från 1998–1999 spelades ligan i sex olika regionala divisioner och med fem lag i varje. 1999 slutade Wayne Gretzky, den bäste spelaren i historien, med ishockey och hans nummer 99 hedrades genom hela ligan – vilket innebar att ingen fick bära hans nummer mer i NHL.
Nästan 20 år efter att Atlanta Flames hade flyttat från Atlanta hade staden än en gång fått ett lag i NHL. När staden byggde en ny arena fick klubben namnet Atlanta Thrashers, och deltog för första gången under millenniesäsongen.

### Det nya årtusendet (2000–2010)
År 2000 nådde ligan sin styrka på 30 lag när Minnesota Wild från Saint Paul i delstaten Minnesota och Columbus Blue Jackets från Columbus i delstaten Ohio anslöt sig. Wild är det första laget från delstaten Minnesota sedan Minnesota North Stars flyttade till Texas 1993. På den tiden hade ligan lovat fansen att någon gång i framtiden skulle en klubb från Minnesota vara med igen. 2003 hölls den första utomhusmatchen under en reguljär NHL-säsong i Edmonton. Matchen spelades mellan Edmonton Oilers och Montreal Canadiens den 22 november 2003 på Commonwealth Stadium och kom att kallas för Heritage Classic, och spelades med en temperatur nere på −18 °C Celsius och över 57 167 åskådare.
Säsongen 2004–2005 var en fullständig spelarstrejk mellan spelarfacket och ligan angående en förlängning av kollektivavtalet. Klubbarna ville införa lönetak, så inte spelares löner blir för höga i jämförelse med intäkterna. Detta var något som spelarfacket, NHLPA, strikt var emot. Det beslutades därför att NHL-premiären skulle gå på obestämd tid, men den 16 februari 2005 tillkännagav kommissionsledamoten Gary Bettman att hela NHL-säsongen skulle ställas in – vilket också var första gången i historien som en hel säsong i en proffsliga i Nordamerika ställdes in.. Så sent som i juli samma år enades NHLPA och klubbarna om ett nytt kollektivavtal, där även ett lönetak för spelare ingick.
Under den första säsongen efter lockouten introducerades flera regeländringar för att motarbeta spelförstörande moment De kontroversiella ändringarna ledde till ett högre målgenomsnitt per match; 2005–2006 var målgenomsnittet 6,1 mål per match, vilket var mer än ett mål högre än säsongen 2003–2004 och detta var den högsta ökningen sedan 1930.

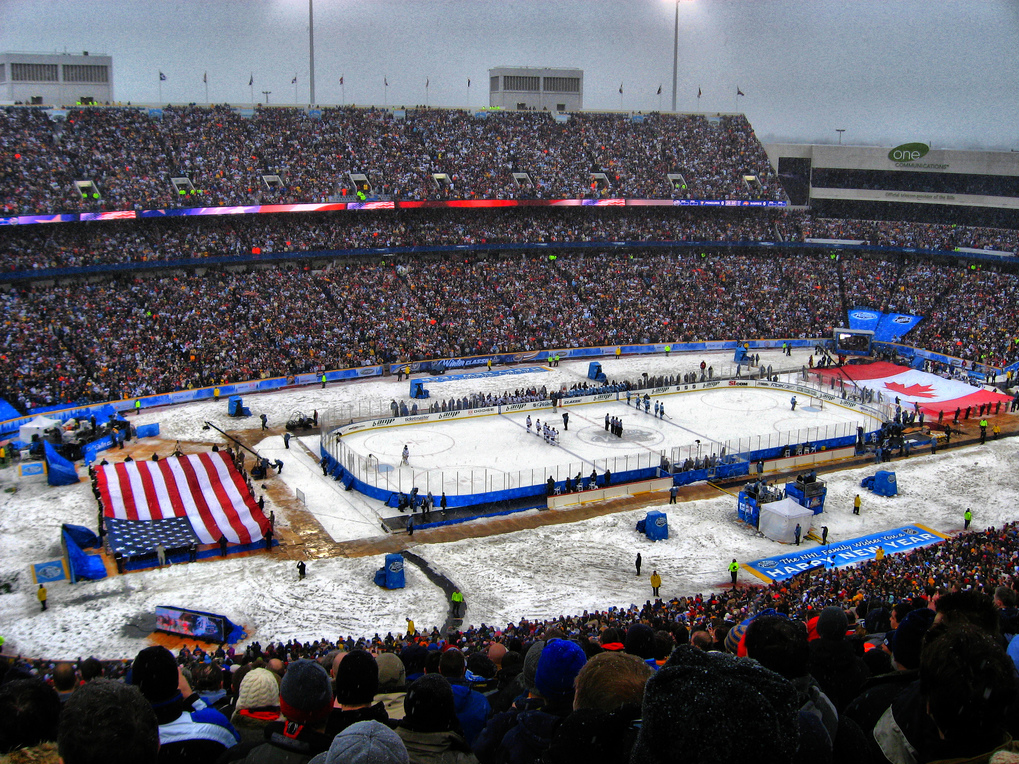
NHL Winter Classic 2008 i Ralph Wilson Stadium.

Säsongen 2005–2006 var även startskottet för Sidney Crosbys och Aleksandr Ovetjkins karriärer. Framgången för Heritage Classic innebar också att det under de följande åren spelades utomhusmatcher. Buffalo Sabres var på nyårsdagen 2008 värd för NHL Winter Classic 2008, som hölls inför 71 217 åskådare på Ralph Wilson Stadium där Sabres förlorade efter straffar mot Pittsburgh Penguins. Den tredje Winter Classic hölls den 1 januari 2009 mellan Chicago Blackhawks och Detroit Red Wings på Wrigley Field och den fjärde, NHL Winter Classic 2010, hölls den 1 januari 2010 på Fenway Park i Boston mellan Boston Bruins och Philadelphia Flyers.
Efter det nya millenniet minskade publikintäkterna markant på amerikansk TV, liksom antalet besökare, men ökade igen efter lockout-säsongen. Det visades då ishockey från ligor från övriga världen, bland annat matcher från Elitserien. Sedan 2007 spelas NHL-premiären på andra kontinenter. Inför de olympiska vinterspelen 1998 i Nagano spelade Anaheim Mighty Ducks och Vancouver Canucks, det återkom 2007 till mötet mellan Los Angeles Kings och Anaheim Ducks i O₂ Arena i London, och ett år senare spelade fyra lag matcher i Stockholm och Prag. Stanley Cup vanns 2004 av Tampa Bay Lightning, 2006 av Carolina Hurricanes och 2007 av Anaheim Ducks. Detta innebar att tre lag från södra USA vann Stanley Cup tre år i rad.

## Regional utveckling
När NHL grundades år 1917 var det en regional liga för de kanadensiska provinserna Ontario och Québec. Sedan dess har endast Montréal och Toronto lag kvar. I mitten av 1920-talet kom det första amerikanska laget, sedermera Boston och New York på östkusten samt Chicago och Detroit vid Michigansjön och den kanadensiska gränsen. Senare städer som tillkom, vid tiden efter Original Six-eran, var städer som Philadelphia och Pittsburgh. Det följdes upp av ett lag i sydvästra regionen i St. Louis.
Nästa förändring skedde under 1960-talet. De tidigare städerna Philadelphia, Pittsburgh och St. Louis återvände samtidigt som Minnesota kom upp som nytt lag, och de två första lagen från västkusten (Oakland och Los Angeles) kom. Under de kommande åren tillkom även ett lag från Kanadas västkust, i Vancouver, och i det innersta USA i Kansas City samt från sydöstra USA med Atlanta. Samtidigt startade Buffalo, Washington, D.C. och ett andra lag från New York upp lag. De flesta städer består med lag i ligan, men många har försvunnit. Oakland flyttades och köptes upp, men finns i dagsläget inte kvar, detsamma gällde för Kansas City som tre år fanns i Denver, men köptes upp till New Jersey, vilket blev ett tredje lag från New York-regionen. Med förstärkning av fyra lag från WHA förstärktes Kanada med lag. Québec återvände till NHL efter 50 år, Winnipeg fick ett lag och från väst tillkom Edmonton. Även Hartford, en stad mellan Boston och New York, kom med i ligan. 1980 flyttades Flames från Atlanta till Calgary i västra Kanada, medan det inte tillkom något lag i sydöstra delen.
Under 1990-talet stod erövringen av lag från de sydligare regionerna av USA, från det så kallade ”Sun belt”. I San Jose skulle det börja, då de för närmare 20 år sedan var en del av Oakland, och Anaheim blev en nära granne till Los Angeles. Florida startade upp två lag, ett i Tampa och ett i Miami, och Kanadas huvudstad Ottawa ställde återigen upp med ett NHL-lag, efter 60 års väntan. Dessutom tillkom ett antal omlokaliseringar; Minnesota flyttade till Dallas, sedan flyttades laget från Québec till Denver, Winnipeg flyttade till Phoenix. Den senaste flytten gick till North Carolina med Hartford Whalers.
Efter ytterligare en expansion utökades NHL i sydöst, då Nashville och Atlanta anslöt sig. In på 2000-talet riktades blicken lite norrut då Columbus och St. Paul i Minnesota anslöt sig. 2017 kom det första laget ifrån Nevada, Vegas Golden Knights att ansluta till ligan. Säsongen 2021/2022 tillkom Seattle Kraken med ett lag i NHL.

## Konflikter mellan klubbarna och spelarfacket
Vid fyra tillfällen har matcher ställts in på grund av konflikter mellan NHL-klubbarna och spelarfacket National Hockey League Players Association, alla från 1992 och framåt.

### Strejken 1992
Den 1 april 1992 utlyste spelarfacket en strejk mitt under säsongen. Strejken varade bara i tio dagar men resulterade i flera ändringar i spelarnas villkor. Genom att utlysa strejken så nära intill slutspelet satte spelarna press på ägarna att snabbt lösa tvisten eftersom klubbarnas största intäkter på säsongen kom i slutet av säsongen och under slutspelet. Det nya kollektivavtalet kom att gälla i två år. De huvudsakliga skillnaderna mot det tidigare avtalet var: 
- Spelarnas slutspelsbonus höjdes
- De individuella spelarna fick större kontroll över hur deras namn och bilder användes av ligan i marknadsföring och försäljning av souvenirer
- Villkoren för hur spelare blev free agent, det vill säga fri att förhandla kontrakt med vilken klubb som helst när tidigare kontrakt gått ut, förbättrades för spelarna.
- Klubbägarna fick igenom att grundserien utökades från 80 till 84 matcher samt att klubbarna hade rätt att förlägga upp till två hemmamatcher i städer som inte redan hade NHL-lag.[78]

### Lockouten 1994
Inför säsongstarten 1994 hade parterna inte kommit överens om något nytt avtal. Spelarna sade sig vara villiga att inleda säsongen medan förhandlingarna pågick men ägarna valde att lockouta spelarna. Ligapresidenten Gary Bettman fruktade att spelarna annars, i likhet med 1992, skulle välja att utropa strejk senare under säsongen i ett mer kritiskt läge. Spelet kom inte igång förrän i januari 1995.
Bettman hade gått in i förhandlingarna med 19 punkter där han ville försämra spelarnas villkor för att minska kostnaderna. Punkterna handlade om många olika saker som att försämra möjligheterna att bli free agent, att spelare fick betala egna reskostnader i större utsträckning, spelares utökade ansvar att betala egna försäkringar och pensionssparande och införande av ett lönetak som begränsade hur mycket varje lag fick lägga på spelarlöner. Alternativt införande av en "lyxskatt" där lag som hade högst spelarbudget fick betala en straffavgift som gick till de klubbar som betalde lägst löner. Ett delsyfte med lönetak och lyxskatter förutom att minska incitament för klubbarna att öka lönekostnaderna, var att utjämna finansiella ojämlikheter mellan klubbar som verkade i storstäder jämfört med de som spelade på orter med sämre ekonomiska förutsättningar.
Lönetaket var det stora stötestenen. Först när ägarna slutligen avstod från införande av lönetak eller lyxskatt kunde parterna enas. Spelarna gick dock med på flera försämringar i de ekonomiska villkoren. Framförallt infördes ekonomiska begränsningar för nykomlingarna, rookies. 
- Införande av begränsningar för hur stort kontrakt som fick skrivas för nya spelare i ligan
- Obligatoriska tvåvägskontrakt för nya spelare, det vill säga om spelaren inte tog plats i NHL utan fick spela i farmarlag sänktes lönen kraftigt.
- Det blev svårare att bli free agent och krävdes längre tid i ligan.
- Draften utökades till nio omgångar med tillkommande draftval för lag som förlorat spelare som blivit free agent.
- Antalet matcher per säsong minskades till 82.[78]

Under tiden som lockouten varade spelade många spelare i andra ligor i Europa, bland annat i svenska Elitserien. Elitserien införde dock en begränsning med som mest en spelare per lag. Västerås IK följde inte överenskommelsen utan spelade trion Peter Popovic, Patrik Juhlin och Niklas Lidström, något som klubben blev utesluten ur Svenska Hockeyligan för.

### Lockouten 2004
Inför säsongstarten 2004 utestängde ägarna återigen spelarna. Parterna stod utan kollektivavtal och återigen lockoutade ligan spelarna hellre än starta säsongen utan avtal. Ligan hade pressats ekonomiskt, inte bara av stigande löner utan även försämrade teveintäkter. Lockouten kom att vara hela 310 dagar och medförde att hela säsongen ställdes in. Det är enda gången en professionell liga i nordamerika ställt in en hel säsong.
Ägarna krävde införande av lönetak, något som spelarna till slut fick gå med på. Utfallet av konflikten blev till stor del ett avtal på ägarnas villkor. 
- Lönetak infördes för varje lag där totala lönesumman för alla lag begränsades till en procent av ligans totala intäkter beräknat enligt en viss formel.
- Existerande kontrakt minskades med 24 %.
- Ytterligare förändringar i möjligheten att bli free agent.
- Mer tester och hårdare straff vid dopning.

Dessutom gjordes flera regeländringar som syftade till att göra spelet mer underhållande.

### Lockouten 2012
Inför säsongen 2012 ställdes spelet återigen in efter att ägarna lockoutat spelarna. Återigen stod parterna utan kollektivavtal. Spelet kom inte igång förrän i januari 2013 efter att spelarna gått med på ytterligare begränsningar i sina villkor. Grundserien kortades till 48 omgångar. 
- Spelarlönernas andel av totala intäkter begränsades till 50 %.
- Spelarna fick något förbättrade pensionsvillkor och viss kompensation för uteblivna löner under lockouttiden.
- Färre undantag från lönetaksreglerna med begränsningar i kontraktslängd, möjlighet att flytta spelare till farmarlag för att minska utnyttjande av lönetaksutrymme med mera.

Avtalet skulle gälla i tio år.

## Medlemsklubbar

### Gruppfördelning
Med det ursprungliga antalet på fyra lag var det ingen nödvändighet att dela in ligan i olika grupper. Först med expansionen 1926 blev det aktuellt med en American Division och Canadian Division. Lagen var nu uppdelade efter nationell indelning, förutom New York Americans som fick spela med i Canadien Division. Även då var det brukligt i NHL att lag från de olika grupperna spelade mot varandra. 1939 blev det återigen endast en grupp i ligan, då flera lag anslöt sig.
Först 1967, då antalet lag hade utökats till tolv, infördes två divisioner igen i uppdelningen Eastern Division och Western Division. Här gick man dock inte efter det geografiska läget, vilket namnen antyder. I Eastern Division spelade Original Six-lagen, i Western Division spelade de nya lagen. Ligan växte sig större och 1974 delades den istället upp i två konferenser med två divisioner i varje. I Campbell Conference, döpt efter Clarence S. Campbell, dåvarande NHL-presidenten, fanns Smythe Division med de västligaste lagen. Fram till 1981 innehöll Patrick Division lag från de två New York-regionerna. Sedan var det Norris Division i Campbell Conference, där lag från centrala USA spelade. De övriga lagen spelade i Prince of Wales Conference, då i Adams Division med lag från nordost. Dessa tillhörde fram till 1981 Norris Division, innan de sedan gick över till Patrick Division.
Sedan 1993 är ligan uppdelad i Eastern och Western Conference. Fram till 1998 fanns de gamla divisionsindelningarna kvar. När Nashville Predators kom till säsongen 1998–1999 som det 27:e laget, utökades antalet divisioner från fyra till sex. När Minnesota Wild och Columbus Blue Jackets anslöt sig säsongen 2000–2001 blev det fem lag per division.

### Lagen
| Division           | Lag                   | Stad/Stat                           | Arena                    | Grundad            | Anslöt             | General manager    | Tränare            |
| Eastern Conference | Eastern Conference    | Eastern Conference                  | Eastern Conference       | Eastern Conference | Eastern Conference | Eastern Conference | Eastern Conference |
| ------------------ | --------------------- | ----------------------------------- | ------------------------ | ------------------ | ------------------ | ------------------ | ------------------ |
| Atlantic           | Boston Bruins         | Boston, Massachusetts, USA          | TD Garden                | 1924               | 1924               | Don Sweeney        | Marco Sturm        |
| Atlantic           | Buffalo Sabres        | Buffalo, New York, USA              | Keybank Center           | 1970               | 1970               | Kevyn Adams        | Lindy Ruff         |
| Atlantic           | Detroit Red Wings     | Detroit, Michigan, USA              | Little Caesars Arena     | 1926               | 1926               | Steve Yzerman      | Todd McLellan      |
| Atlantic           | Florida Panthers      | Sunrise, Florida, USA               | Amerant Bank Arena       | 1993               | 1993               | Bill Zito          | Paul Maurice       |
| Atlantic           | Montreal Canadiens    | Montréal, Québec, Kanada            | Centre Bell              | 1909               | 1917               | Kent Hughes        | Martin St. Louis   |
| Atlantic           | Ottawa Senators       | Ottawa, Ontario, Kanada             | Canadian Tire Centre     | 1992               | 1992               | Steve Staios       | Travis Green       |
| Atlantic           | Tampa Bay Lightning   | Tampa, Florida, USA                 | Amalie Arena             | 1992               | 1992               | Julien BriseBois   | Jon Cooper         |
| Atlantic           | Toronto Maple Leafs   | Toronto, Ontario, Kanada            | Scotiabank Arena         | 1917               | 1917               | Brad Treliving     | Craig Berube       |
| Metropolitan       | Carolina Hurricanes   | Raleigh, North Carolina, USA        | PNC Arena                | 1972               | 1979*              | Eric Tulsky        | Rod Brind'Amour    |
| Metropolitan       | Columbus Blue Jackets | Columbus, Ohio, USA                 | Nationwide Arena         | 2000               | 2000               | Don Waddell        | Dean Evason        |
| Metropolitan       | New Jersey Devils     | Newark, New Jersey, USA             | Prudential Center        | 1974*              | 1974*              | Tom Fitzgerald     | Sheldon Keefe      |
| Metropolitan       | New York Islanders    | Elmont, New York, USA               | UBS Arena                | 1972               | 1972               | Mathieu Darche     | Patrick Roy        |
| Metropolitan       | New York Rangers      | New York, New York, USA             | Madison Square Garden    | 1926               | 1926               | Chris Drury        | Mike Sullivan      |
| Metropolitan       | Philadelphia Flyers   | Philadelphia, Pennsylvania, USA     | Xfinity Mobile Arena     | 1967               | 1967               | Daniel Brière      | Rick Tocchet       |
| Metropolitan       | Pittsburgh Penguins   | Pittsburgh, Pennsylvania, USA       | PPG Paints Arena         | 1967               | 1967               | Kyle Dubas         | Dan Muse           |
| Metropolitan       | Washington Capitals   | Washington, D.C., USA               | Capital One Arena        | 1974               | 1974               | Chris Patrick      | Spencer Carbery    |
| Western Conference |                       |                                     |                          |                    |                    |                    |                    |
| Central            | Chicago Blackhawks    | Chicago, Illinois, USA              | United Center            | 1926               | 1926               | Kyle Davidson      | Jeff Blashill      |
| Central            | Colorado Avalanche    | Denver, Colorado, USA               | Ball Arena               | 1972               | 1979*              | Chris MacFarland   | Jared Bednar       |
| Central            | Dallas Stars          | Dallas, Texas, USA                  | American Airlines Center | 1967*              | 1967*              | Jim Nill           | Glen Gulutzan      |
| Central            | Minnesota Wild        | St. Paul, Minnesota, USA            | Xcel Energy Center       | 2000               | 2000               | Bill Guerin        | John Hynes         |
| Central            | Nashville Predators   | Nashville, Tennessee, USA           | Bridgestone Arena        | 1998               | 1998               | Barry Trotz        | Andrew Brunette    |
| Central            | St. Louis Blues       | St. Louis, Missouri, USA            | Enterprise Center        | 1967               | 1967               | Doug Armstrong     | Jim Montgomery     |
| Central            | Utah Mammoth          | Salt Lake City, Utah, USA           | Delta Center             | 2024               | 2024               | Bill Armstrong     | André Tourigny     |
| Central            | Winnipeg Jets         | Winnipeg, Manitoba, Kanada          | Canada Life Centre       | 1999               | 1999               | Kevin Cheveldayoff | Scott Arniel       |
| Pacific            | Anaheim Ducks         | Anaheim, Kalifornien, USA           | Honda Center             | 1993               | 1993               | Pat Verbeek        | Joel Quenneville   |
| Pacific            | Calgary Flames        | Calgary, Alberta, Kanada            | Scotiabank Saddledome    | 1972*              | 1972*              | Craig Conroy       | Ryan Huska         |
| Pacific            | Edmonton Oilers       | Edmonton, Alberta, Kanada           | Rogers Place             | 1972               | 1979               | Stan Bowman        | Kris Knoblauch     |
| Pacific            | Los Angeles Kings     | Los Angeles, Kalifornien, USA       | Crypto.com Arena         | 1967               | 1967               | Ken Holland        | Jim Hiller         |
| Pacific            | San Jose Sharks       | San Jose, Kalifornien, USA          | SAP Center at San Jose   | 1991               | 1991               | Mike Grier         | Ryan Warsofsky     |
| Pacific            | Seattle Kraken        | Seattle, Washington, USA            | Climate Pledge Arena     | 2018               | 2021               | Jason Botterill    | Lane Lambert       |
| Pacific            | Vancouver Canucks     | Vancouver, British Columbia, Kanada | Rogers Arena             | 1970               | 1970               | Patrik Allvin      | Adam Foote         |
| Pacific            | Vegas Golden Knights  | Paradise, Nevada, USA               | T-Mobile Arena           | 2016               | 2017               | Kelly McCrimmon    | Bruce Cassidy      |

Noter
1. En asterisk (*) anger flytt av franchisen. Se respektive lags artiklar för mer information.
2. Edmonton Oilers, Hartford Whalers (numera Carolina Hurricanes), Quebec Nordiques (numera Colorado Avalanche), och original Winnipeg Jets (numera Arizona Coyotes) anslöt alla till NHL 1979 som en del av sammanslagningen av NHL och WHA.

|  | New Jersey NY Islanders NY Rangers Philadelphia Pittsburgh Boston Buffalo Montreal Ottawa Toronto Winnipeg Carolina Florida Tampa Bay Washington Chicago Columbus Detroit Nashville St. Louis Calgary Colorado Edmonton Minnesota Vancouver Anaheim Dallas Seattle Las Vegas Los Angeles Arizona San Jose |

### Tidigare klubbar
1978 slogs Cleveland Barons och Minnesota North Stars samman och därför är det två olika årtal för North Stars i tabellen.
| Lag                     | Tidsspann | Efterföljande lag    | Tidsspann | Efterföljande lag       | Tidsspann | Efterföljande lag  | Tidsspann | Efterföljande lag     | Tidsspann |
| ----------------------- | --------- | -------------------- | --------- | ----------------------- | --------- | ------------------ | --------- | --------------------- | --------- |
| Atlanta Flames          | 1972–1980 | Calgary Flames       | 1980–     |                         |           |                    |           |                       |           |
| Atlanta Thrashers       | 1999–2011 | Winnipeg Jets        | 2011–     |                         |           |                    |           |                       |           |
| California Seals        | 1967      | Oakland Seals        | 1967–1970 | California Golden Seals | 1970–1976 | Cleveland Barons   | 1976–1978 | Minnesota North Stars | 1978      |
| Detroit Cougars         | 1926–1930 | Detroit Falcons      | 1930–1932 | Detroit Red Wings       | 1932–     |                    |           |                       |           |
| Hartford Whalers        | 1979–1997 | Carolina Hurricanes  | 1997–     |                         |           |                    |           |                       |           |
| Kansas City Scouts      | 1974–1976 | Colorado Rockies     | 1976–1982 | New Jersey Devils       | 1982–     |                    |           |                       |           |
| Mighty Ducks of Anaheim | 1993–2006 | Anaheim Ducks        | 2006–     |                         |           |                    |           |                       |           |
| Minnesota North Stars   | 1967–1993 | Dallas Stars         | 1993–     |                         |           |                    |           |                       |           |
| Montreal Maroons        | 1924–1938 |                      |           |                         |           |                    |           |                       |           |
| Montreal Wanderers      | 1917–1918 |                      |           |                         |           |                    |           |                       |           |
| Ottawa Senators         | 1917–1934 | St. Louis Eagles     | 1934–1935 |                         |           |                    |           |                       |           |
| Pittsburgh Pirates      | 1925–1930 | Philadelphia Quakers | 1930–1931 |                         |           |                    |           |                       |           |
| Quebec Bulldogs         | 1917–1920 | Hamilton Tigers      | 1920–1925 | New York Americans      | 1925–1941 | Brooklyn Americans | 1941–1942 |                       |           |
| Quebec Nordiques        | 1979–1995 | Colorado Avalanche   | 1995–     |                         |           |                    |           |                       |           |
| Toronto Arenas          | 1917–1919 | Toronto St. Patricks | 1919–1926 | Toronto Maple Leafs     | 1926–     |                    |           |                       |           |
| Utah Hockey Club        | 2024–2025 | Utah Mammoth         | 2025–     |                         |           |                    |           |                       |           |
| Winnipeg Jets           | 1979–1996 | Phoenix Coyotes      | 1996–2014 | Arizona Coyotes         | 2014–2024 |                    |           |                       |           |

## Troféer och priser
Sammanlagt finns det 23 olika priser som man kan vinna under en säsong, fördelade på lag, spelare och tränare. Den mest kända trofén är Stanley Cup, som delas ut till det vinnande laget i slutspelet, vilket har gjorts sedan 1893. Det äldsta individuella spelarpriset är Hart Memorial Trophy, sedan 1924–1925, som tilldelas den spelare som anses vara den mest värdefulle spelaren för sitt lag under grundserien.
| Lagtroféer                                                             | |      |                                                               |                     | |
| Namn                                                                   | Innebörd | Foto | Namngiven efter                                               | Utdelad sedan       | Rekordhållare Anmärkningar |
| Stanley Cup                                                            | - Vinnaren av Stanley Cup-slutspelet                                                                                                |      | Frederick Stanley, 16:e earl av Derby                         | sedan 1893          | - Montréal Canadiens (24) - Toronto Maple Leafs (13) - Detroit Red Wings (11)                                                       |
| Clarence S. Campbell Bowl                                              | - Bästa slutspelslaget från Western Conference - Vinnare av Western Conference-finalen                                              |      | Clarence S. Campbell                                          | sedan 1968          | - Edmonton Oilers (7) - Philadelphia Flyers (6) - Detroit Red Wings (5)                                                             |
| Prince of Wales Trophy                                                 | - Bästa slutspelslaget från Eastern Conference - Vinnare av Eastern Conference-finalen                                              |      | Edvard (VIII), prins av Wales                                 | sedan 1924          | - Montréal Canadiens (25) - Boston Bruins (15) - Detroit Red Wings (10)                                                             |
| Presidents' Trophy                                                     | - Poängmässigt bästa laget efter den reguljära säsongen                                                                             |      |                                                               | sedan 1986          | - Detroit Red Wings (6) - Bästa avkastning: Detroit (1996) med 131 av 164 möjliga poäng                                             |
| Lagtroféer som inte längre finns                                       | |      |                                                               |                     | |
| Namn                                                                   | Bakgrund | Foto | Namngiven efter                                               | Utdelad sedan       | Rekordhållare Anmärkning |
| O'Brien Trophy                                                         | - Förloraren i Stanley Cup-finalen                                                                                                  |      | Ambrose O’Brien                                               | 1910–1923 1928–1950 | - Montréal Canadiens (9) - Toronto Maple Leafs (8) - Detroit Red Wings (5)                                                          |
| Priser för spelare, tränare och ledare                                 | |      |                                                               |                     | |
| Namn                                                                   | Bakgrund | Foto | Namngiven efter                                               | Utdelad sedan       | Rekordhållare Anmärkning |
| Art Ross Trophy                                                        | - Flest poäng under grundserien |      | Art Ross                                                      | sedan 1948          | - Wayne Gretzky (10) - Gordie Howe (6) - Mario Lemieux (6)                                                                          |
| Bill Masterton Memorial Trophy                                         | - Spelare som visat störst ihärdighet, sportsmannaanda och engagemang inom ishockey                                                 |      | Bill Masterton                                                | sedan 1968          | - Varje klubb kan endast nominera en spelare - Trofén kan endast tilldelas en gång under en spelaren karriär                        |
| Calder Memorial Trophy                                                 | - Årets rookie (nykomling) |      | Frank Calder                                                  | sedan 1933          | - Trofén kan endast tilldelas en gång under en spelares karriär - Maxålder för att få nomineringen är sedan 1990 26 år              |
| Conn Smythe Trophy                                                     | - Mest värdefulle spelare i Stanley Cup-slutspelet                                                                                  |      | Conn Smythe                                                   | sedan 1965          | - Patrick Roy (3) - Endast fem spelare som har spelat i det förlorande finallaget har blivit tilldelade priset                      |
| E.J. McGuire Award of Excellence                                       | - Spelare som har personifierat vad en ung ishockeyspelare måste ha för att ha en framgångsrik spelarkarriär i NHL.                 |      | E.J. McGuire                                                  | sedan 2015          | - Förste vinnare: Travis Konecny |
| Frank J. Selke Trophy                                                  | - Bäste defensive forward under grundserien                                                                                         |      | Frank J. Selke                                                | sedan 1978          | - Bob Gainey (4) - Pavel Datsiuk (4) - Jere Lehtinen (3)                                                                            |
| Hart Memorial Trophy                                                   | - Mest värdefulle spelare under grundserie                                                                                          |      | David Hart, pappa till Cecil Hart                             | sedan 1924          | - Wayne Gretzky (9) - Gordie Howe (6) - Äldsta individuella priset i NHL                                                            |
| Jack Adams Award                                                       | - Årets tränare |      | Jack Adams                                                    | sedan 1974          | - Pat Burns (3) - Scotty Bowman (2) - Jacques Demers (2, enda tränare som har fått priset i följd) - Pat Quinn (2)                  |
| James Norris Memorial Trophy                                           | - Bäste försvarsspelare under grundserien                                                                                           |      | James E. Norris                                               | sedan 1954          | - Bobby Orr (8) - Doug Harvey (7) - Nicklas Lidström (7)                                                                            |
| Jim Gregory General Manager of the Year Award                          | - Bäste general manager under grundserien                                                                                           |      | Jim Gregory                                                   | sedan 2010          | - Lou Lamoriello (2) - Förste vinnare: Don Maloney                                                                                  |
| King Clancy Memorial Trophy                                            | - Den spelare som visat bäst ledaregenskaper på och utanför isen och som gjort märkbara humanitära insatser i samhället             |      | King Clancy                                                   | sedan 1988          | - Varje klubb kan nominera en spelare - Trofén kan endast tilldelas en gång under en spelares karriär                               |
| Lady Byng Memorial Trophy                                              | - Den spelare som under grundserien visat största sportsliga och gentlemannamässiga uppträdande kombinerat med stor spelskicklighet |      | Lady Byng, hustru till Julian Byng, 1:e viscount Byng av Vimy | sedan 1925          | - Frank Boucher (7) - Wayne Gretzky (5) - Red Kelly (4)                                                                             |
| Mark Messier Leadership Award                                          | - Person som alltid uppmuntrar sina lagkamrater för att öka deras prestanda på isen samt visar stort engagemang och stort ledarskap |      | Mark Messier                                                  | sedan 2007          | - Sidney Crosby (enda spelare som har fått priset för både månad och säsong.) - ursprungligen delades detta ut en gång i månaden    |
| Maurice "Rocket" Richard Trophy                                        | - Flest mål under grundserien |      | Maurice Richard                                               | sedan 1999          | - Pavel Bure (2) + (1; före 1999) - Jarome Iginla (2) - Rekordhållare före 1999: Bobby Hull (7)                                     |
| Ted Lindsay Award (Lester B. Pearson Award)                            | - Bäste spelaren enligt National Hockey League Players Association, det vill säga spelarna själva                                   |      | Ted Lindsay (nuvarande) Lester B. Pearson (original)          | sedan 1971          | - Wayne Gretzky (5) - Mario Lemieux (4) - Tidigare Lester B. Pearson Award (1970–2009)                                              |
| Vézina Trophy                                                          | - Bäste målvakt under grundserien                                                                                                   |      | Georges Vézina                                                | sedan 1927          | - Jacques Plante (7) - Bill Durnan (6) - Dominik Hašek (6)                                                                          |
| William M. Jennings Trophy                                             | - Den målvakt/er som spelat i det lag som släppt in minst antal mål under grundserien - Spelat minst 25 matcher                     |      | William M. Jennings                                           | sedan 1982          | - Patrick Roy (5) - Fram till 1982 var detta det samma som Vezina Trophy                                                            |
| Specialpriser utdelade av NHL                                          | |      |                                                               |                     | |
| Namn                                                                   | Bakgrund | Foto | Namngiven efter                                               | Utdelad sedan       | Rekordhållare Anmärkning |
| Lester Patrick Trophy                                                  | - Den spelaren som bidragit mest till utvecklingen av ishockeyn i USA                                                               |      | Lester Patrick                                                | sedan 1966          | - kan vara flera vinnare per år - i samarbete med USA Hockey                                                                        |
| NHL Lifetime Achievement Award                                         | - Särskilda avgifter till NHL under karriären                                                                                       |      |                                                               | sedan 2008          | - Gordie Howe (förste vinnare) - Jean Béliveau                                                                                      |
| Willie O'Ree Community Hero Award                                      | - Personer som vill göra samhället bättre via ishockey.                                                                             |      | Willie O'Ree                                                  | sedan 2018          | |
| Priser och troféer som inte längre delas ut till spelare eller tränare | |      |                                                               |                     | |
| Namn                                                                   | Bakgrund | Foto | Namngiven efter                                               | Utdelad sedan       | Rekordhållare Anmärkning |
| Bud Man of the Year                                                    | - Stort engagemang och sportsligt beteende                                                                                          |      | Budweiser (som sponsor)                                       | 1969–1992           | - Första vinnare: Bryan Trottier |
| Charlie Conacher Humanitarian Award                                    | - Spelare som gjort märkbara humanitära insatser i samhället                                                                        |      | Charlie Conacher                                              | 1988–1984           | - Första vinnare: George Armstrong                                                                                                  |
| Dodge Performance of the Year                                          | - Bästa resultat under grundserien                                                                                                  |      | Dodge (som sponsor)                                           | 1988–1989           | - man kunde endast vinna detta pris två gånger, då det endast fanns i två säsonger - kunde både tilldelas till spelare och till lag |
| Dodge Ram Tough Award                                                  | - Flest segrar- och övertidsvinster i följd under grundserien                                                                       |      | Dodge Ram (som sponsor)                                       | 1988–1991           | - Brett Hull (2) |
| NHL Foundation Player Award                                            | - Särskilt engagemang för välgörande ändamål i samhället                                                                            |      | NHL Foundation                                                | 1998–2017           | - Första vinnare: Kelly Chase |
| NHL Plus/Minus Award                                                   | - Bästa plus/minus-statistik |      |                                                               | 1983–2008           | - Wayne Gretzky (3) - John LeClair (2) - Chris Pronger (2)                                                                          |
| NHL/Sheraton Road Performer Award                                      | - Flest bortapoäng |      | Sheraton (som sponsor)                                        | 2004                | - Enda vinnaren: Joe Sakic - har också tilldelats en gång i månaden                                                                 |
| Roger Crozier Saving Grace Award                                       | - Bästa räddningsstatistiken under grundserien                                                                                      |      | Roger Crozier                                                 | 2000–2007           | - Marty Turco (2) - Förste vinnare: Ed Belfour                                                                                      |
| Årets NHL-spelare                                                      | - Bäste spelaren för året |      | Dodge (som sponsor; 1985–90) Pro Set (som sponsor; 1991–92)   | 1985–1992           | - Wayne Gretzky (3) - Mario Lemieux (3) - motsvarande tilldelning till spelare varje månad och vecka                                |

### Antal segrar i Stanley Cup bland existerande lag
| Montreal Canadiens                                                                               | 24* |
| Toronto Maple Leafs                                                                              | 13  |
| Detroit Red Wings                                                                                | 11  |
| Boston Bruins                                                                                    | 6   |
| Chicago Blackhawks                                                                               | 6   |
| Edmonton Oilers                                                                                  | 5   |
| Pittsburgh Penguins                                                                              | 5   |
| New York Islanders                                                                               | 4   |
| New York Rangers                                                                                 | 4   |
| Colorado Avalanche                                                                               | 3   |
| New Jersey Devils                                                                                | 3   |
| Tampa Bay Lightning                                                                              | 3   |
| Los Angeles Kings                                                                                | 2   |
| Philadelphia Flyers                                                                              | 2   |
| Anaheim Ducks                                                                                    | 1   |
| Calgary Flames                                                                                   | 1   |
| Carolina Hurricanes                                                                              | 1   |
| Dallas Stars                                                                                     | 1   |
| St Louis Blues                                                                                   | 1   |
| Vegas Golden Knights                                                                             | 1   |
| Washington Capitals                                                                              | 1   |
| * – Den första segern för Canadiens var innan laget anslöt till NHL. Mer information Stanley Cup |     |

### All-Star-match
Fansen röstar fram spelare från Western och Eastern conference, och ett lag med spelare från varje konferens möts.

## Lista över presidenter/kommissarier
De som har innehaft positionen som högste chef för NHL.
President
- Frank Calder, 1917–1943[82]
- Red Dutton, 1943–1946[83]
- Clarence Campbell, 1946–1977[84]
- John Ziegler Jr., 1977–1992[85]
- Gil Stein, 1992–1993[86]

Kommissarie
- Gary Bettman, 1993–[87]

## Specialmatcher
Ett urval av specialmatcher.

### Inomhus
- NHL Challenge: (2000 · 2001 · 2003 · 2010)
- NHL China Games: (2017)
- NHL Global Series: (2017 · 2018 · 2019 · 2022 · 2023 · 2024)
- NHL i Japan: (1998 · 2000)
- NHL Premiere: (2007 · 2008 · 2009 · 2010 · 2011)
- Super Series: (1976 · 1978 · 1979 · 1980 · 1983 · 1986 · 1989 · 1990 · 1991)

### Utomhus
- NHL 100 Classic (2017)
- NHL Centennial Classic (2017)
- NHL Heritage Classic: (2003 · 2011 · 2014 · 2016 · 2019 · 2022 · 2023)
- NHL Outdoors at Lake Tahoe (2021)
- NHL Stadium Series (2014 · 2015 · 2016 · 2017 · 2018 · 2019 · 2020 · 2022 · 2023 · 2024 · 2025 · 2026)
- NHL Winter Classic (2008 · 2009 · 2010 · 2011 · 2012 · 2014 · 2015 · 2016 · 2017 · 2018 · 2019 · 2020 · 2022 · 2023 · 2024 · 2025 · 2026)

### Landslag
- Canada Cup: (1976 · 1981 · 1984 · 1987 · 1991)
- NHL 4 Nations Face-Off (2025)
- World Cup: (1996 · 2004 · 2016)

## Kända NHL-spelare i historiken
Den första perioden (1917–1942)
(aktiv tid och position inom parentes)
| - Målvakter - George Hainsworth (Canadiens, Maple Leafs)(1926–1937) - Georges Vézina (Canadiens) (1917–1926, G) | - Backar - King Clancy (Senators) (1921–1937) - Dit Clapper (Bruins) (1927–1947) - Earl Seibert (Rangers, Black Hawks, Red Wings) (1931–1946) - Eddie Shore (Bruins, Americans) (1926–1940) | - Centrar - Syl Apps (Maple Leafs) (1936–1947) - Frank Boucher (Senators, Rangers) (1921–1944) - Bill Cowley (Eagles, Bruins) (1934–1947) - Newsy Lalonde (Canadiens, Americans) (1917–1927) - Joe Malone (Canadiens, Bulldogs, Tigers) (1917–1924) - Howie Morenz (Canadiens, Black Hawks, Rangers) (1923–1937) - Nels Stewart (Maroons, Bruins, Americans) (1925–1940) | - Ytterforwardar - Charlie Conacher (Maple Leafs, Red Wings, Americans) (1929–1941, RW) - Bill Cook (Rangers) (1926–1937, RW) - Cy Denneny (Senators, Bruins) (1917–1929, LW) |

Original-Six-eran (1943–1966)
| - Målvakter - Bill Durnan (Canadiens) (1943–1950) - Glenn Hall (Red Wings, Black Hawks, Blues) (1955–1971) - Jacques Plante (Canadiens, Rangers, Blues, Maple Leafs, Bruins) (1953–1973) - Terry Sawchuk (Red Wings, Bruins, Maple Leafs, Kings, Rangers) (1950–1970) | - Backar - Doug Harvey (Canadiens, Rangers, Red Wings, Blues) (1947–1969) - Red Kelly (Red Wings, Maple Leafs) (1947–1967) - Pierre Pilote (Black Hawks, Maple Leafs) (1955–1969) | - Centrar - Jean Béliveau (Canadiens) (1953–1971) - Max Bentley (Black Hawks, Maple Leafs, Rangers) (1940–1954) - Tim Horton (Maple Leafs, Rangers, Penguins, Sabres) (1917–1924) - Ted Kennedy (Maple Leafs) (1942–1957) - Milt Schmidt (Bruins) (1937–1955) | - Ytterforwardar - Johnny Bucyk (Red Wings, Bruins) (1955–1978, LW) - Bernie Geoffrion (Canadiens, Rangers) (1950–1968, RW) - Gordie Howe (Red Wings, Whalers) (1946–1980, RW) - Ted Lindsay (Red Wings, Black Hawks) (1944–1965, LW) - Frank Mahovlich (Maple Leafs, Red Wings, Canadiens) (1957–1974, LW) - Dickie Moore (Canadiens, Maple Leafs, Blues) (1951–1968, LW) - Henri Richard (Canadiens) (1955–1975, RW) - Maurice Richard (Canadiens) (1952–1974, RW) |

Expansionsåren (1967–1979)
| - Målvakter - Ken Dryden (Canadiens) (1970–1979) - Tony Esposito (Canadiens, Blackhawks) (1968–1984) - Bernie Parent (Bruins, Flyers, Maple Leafs) (1965–1979) | - Backar - Bobby Orr (Bruins, Blackhawks) (1966–1979) - Denis Potvin (Islanders) (1973–1988) - Larry Robinson (Canadiens, Kings) (1972–1992) - Börje Salming (Maple Leafs, Red Wings) (1973–1990) - Serge Savard (Canadiens, Winnipeg Jets) (1966–1983) | - Centrar - Bobby Clarke (Flyers) (1969–1984) - Marcel Dionne (Red Wings, Kings, Rangers) (1971–1989) - Phil Esposito (Blackhawks, Bruins, Rangers) (1963–1981) - Stan Mikita (Blackhawks) (1959–1980) - Darryl Sittler (Maple Leafs, Flyers, Red Wings) (1970–1985) | - Ytterforwardar - Bobby Hull (Blackhawks, Jets, Whalers) (1957–1980, VF) - Guy Lafleur (Canadiens, Nordiques) (1971–1991, HF) - Gilbert Perreault (Sabres) (1970–1987, HF) |

1980-talet
| - Målvakter - Tom Barrasso (Sabres, Penguins, Senators, Hurricanes, Blues) (1983–2003) - Grant Fuhr (Oilers, Maple Leafs, Sabres, Kings, Flames) (1981–2000) - Pelle Lindbergh (Flyers) (1981–1985) - Billy Smith (Kings, Islanders) (1971–1989) | - Backar - Ray Bourque (Bruins, Avalanche) (1979–2001) - Paul Coffey (Oilers, Penguins, Kings, Red Wings, Whalers, Flyers, Blackhawks) (1980–2001) - Mark Howe (Whalers, Flyers, Red Wings) (1979–1995) - Rod Langway (Canadiens, Capitals) (1977–1992) - Larry Murphy (Kings, Capitals, North Stars, Penguins, Maple Leafs, Red Wings) (1978–2001) | - Centrar - Guy Carbonneau (Canadiens, Blues, Stars) (1981–2003) - Ron Francis (Whalers, Penguins, Hurricanes, Maple Leafs) (1981–2004) - Bob Gainey (Canadiens) (1973–1989) - Mike Gartner (Capitals, North Stars, Maple Leafs, Coyotes) (1979–1998) - Wayne Gretzky (Oilers, Kings, Blues, Rangers) (1979–1999) - Mark Messier (Oilers, Rangers, Canucks) (1979–2004) - Peter Šťastný (Nordiques, Devils, Blues) (1980–1995) - Bryan Trottier (Islanders, Penguins) (1975–1994) | - Ytterforwardar - Mike Bossy (Islanders) (1977–1987, HF) - Michel Goulet (Nordiques, Blackhawks) (1979–1994, VF) - Mats Näslund (Canadiens, Bruins) (1982–1995, VF) - Jari Kurri (Oilers, Kings, Rangers, Avalanche, Mighty Ducks) (1980–1998, HF) - Cam Neely (Canucks, Bruins) (1983–1996, HF) |

1990-talet
| - Målvakter - Ed Belfour (Blackhawks, Sharks, Stars, Maple Leafs, Panthers) (1988–2007) - Martin Brodeur (Devils, Blues) (1991–2015) - Dominik Hašek (Blackhawks, Sabres, Red Wings, Senators) (1990–2002, 2003–2008) - Curtis Joseph (Blues, Oilers, Maple Leafs, Red Wings, Coyotes, Flames) (1989–2009) - Olaf Kölzig (Capitals, Lightning) (1989–2009) - Mike Richter (Rangers) (1990–2003) - Bill Ranford (Bruins, Oilers, Capitals, Lightning, Red Wings) (1985–2000) - Patrick Roy (Canadiens, Avalanche) (1985–2003) - John Vanbiesbrouck (Rangers, Panthers, Flyers, Islanders, Devils) (1984–2002) - Mike Vernon (Flames, Red Wings, Sharks, Panthers, Flames) (1982–2002) - Tommy Salo (Islanders, Oilers, Avalanche) (1994–2004) - Chris Osgood (Red Wings, Blues) (1994–2011) | - Backar - Roman Hamrlik (Lightning, Oilers, Islanders, Flames, Canadiens, Capitals, Rangers) (1992–2013) - Chris Chelios (Canadiens, Blackhawks, Red Wings, Thrashers) (1983–2010) - Éric Desjardins (Canadiens, Flyers) (1988–2006) - Derian Hatcher (North Stars, Stars, Red Wings, Flyers) (1991–2008) - Kevin Hatcher (Capitals, Stars, Penguins, Rangers, Hurricanes) (1984–2001) - Phil Housley (Sabres, Jets, Blues, Flames, Devils, Capitals, Blackhawks, Maple Leafs) (1982–2002) - Brian Leetch (Rangers, Maple Leafs, Bruins) (1987–2006) - Al MacInnis (Flames, Blues) (1992–2003) - Sandis Ozoliņš (Sharks, Avalanche, Hurricanes, Panthers, Mighty Ducks, Rangers) (1992–2008) - Scott Stevens (Capitals, Blues, Devils) (1982–2004) | - Centrar - Doug Gilmour (Blues, Flames, Maple Leafs, Devils, Blackhawks, Sabres, Canadiens) (1983–2003) - Mario Lemieux (Penguins) (1984–1997, 2000–2004, 2005) - Sergej Fjodorov (Red Wings, Mighty Ducks, Blue Jackets, Capitals) (1990–2009) - Peter Forsberg (Nordiques, Avalanche, Flyers, Predators) (1994–2004, 2005–2008, 2011) - Eric Lindros (Flyers, Rangers, Maple Leafs, Stars) (1992–2007) - Mike Modano (North Stars, Stars, Red Wings) (1988–2011) - Joe Nieuwendyk (Flames, Stars, Devils, Maple Leafs, Panthers) (1987–2006) - Adam Oates (Red Wings, Blues, Bruins, Capitals, Flyers, Ducks, Oilers) (1990–2004) - Jeremy Roenick (Blackhawks, Coyotes, Flyers, Kings, Sharks) (1988–2009) - Joe Sakic (Nordiques, Avalanche) (1988–2009) - Mats Sundin (Nordiques, Maple Leafs, Canucks) (1990–2009) - Steve Yzerman (Red Wings) (1983–2006) | - Ytterforwardar - Pavel Bure (Canucks, Panthers, Rangers) (1991–2003, HF) - Brett Hull (Flames, Blues, Stars, Red Wings, Coyotes) (1986–2005, HF) - Jaromír Jágr (Penguins, Capitals, Rangers, Flyers, Stars, Bruins, Devils, Panthers) (1990–2008, 2011–, HF) - Paul Kariya (Mighty Ducks, Avalanche, Predators, Blues) (1994–2010, VF) - Claude Lemieux (Canadiens, Devils, Avalanche, Coyotes, Stars) (1983–2003, HF) - Luc Robitaille (Kings, Penguins, Rangers, Red Wings) (1986–2006, VF) - Mark Recchi (Penguins, Flyers, Canadiens, Hurricanes, Thrashers, Lightning, Bruins) (1988–2011, HF) - Mikael Renberg (Flyers, Lightning, Coyotes, Maple Leafs) (1993–2000, 2001–2003, HF) - Teemu Selänne (Jets, Mighty Ducks, Sharks, Avalanche, Ducks) (1992–2014, HF) - Brendan Shanahan (Devils, Blues, Whalers, Red Wings, Rangers) (1987–2009, VF) - Keith Tkachuk (Jets, Coyotes, Blues, Thrashers) (1991–2010, VF) - John LeClair (Canadiens, Flyers, Penguins) (1990–2007, VF) - Tomas Sandström (Rangers, Kings, Penguins, Red Wings, Ducks) (1984–1999, HF) |

2000-talet
| - Målvakter - Niklas Bäckström (Wild, Flames) (2006–2016) - Nikolaj Chabibulin (Jets, Coyotes, Lightning, Oilers, Blackhawks) (2000–2014) - Marc-André Fleury (Penguins) (2003–idag) - Miikka Kiprusoff (Sharks, Flames) (2000–2013) - Henrik Lundqvist (Rangers) (2005–idag) - Roberto Luongo (Islanders, Canucks, Panthers) (1998–idag) - Ryan Miller (Sabres, Blues, Canucks) (2002–idag) - Jevgenij Nabokov (Sharks, Islanders, Lightning) (2000–2010, 2011–2015) - José Théodore (Canadiens, Avalanche, Capitals, Wild, Panthers) (1995–2014) - Tim Thomas (Bruins, Panthers, Stars) (2002–2003, 2005–2012, 2013–2014) - Marty Turco (Stars, Blackhawks, Bruins) (2000–2011, 2012) - Cam Ward (Hurricanes) (2005–idag) - Tomáš Vokoun (Canadiens, Predators, Panthers, Capitals, Penguins) (1997–2014) | - Backar - Rob Blake (Kings, Avalanche, Sharks) (1989–2010) - Jay Bouwmeester (Panthers, Flames, Blues) (2002–idag) - Dan Boyle (Panthers, Lightning, Sharks, Rangers) (1998–idag) - Zdeno Chára (Islanders, Senators, Bruins) (1997–idag) - Sergej Gontjar (Capitals, Bruins, Penguins, Senators, Stars, Canadiens) (1995–2015) - Nicklas Lidström (Red Wings) (1991–2012) - Scott Niedermayer (Devils, Ducks) (1991–2010) - Dion Phaneuf (Flames, Maple Leafs, Senators) (2005–idag) - Chris Pronger (Whalers, Blues, Oilers, Ducks, Flyers) (1993–idag) - Brian Rafalski (Devils, Red Wings) (1999–2011) - Robyn Regehr (Flames, Sabres, Kings) (1999–2015) - Sergej Zubov (Rangers, Penguins, Stars) (1999–2009) | - Centrar - Patrice Bergeron (Bruins) (2003–idag) - Nicklas Bäckström (Capitals) (2007–idag) - Sidney Crosby (Penguins) (2005–idag) - Pavel Datsiuk (Red Wings) (2001–2016) - Saku Koivu (Canadiens, Ducks) (1995–2014) - Vincent Lecavalier (Lightning, Flyers, Kings) (1998–2016) - Jevgenij Malkin (Penguins) (2006–idag) - Patrick Marleau (Sharks) (1997–idag) - Jason Spezza (Senators, Stars) (2002–idag) - Eric Staal (Hurricanes, Rangers) (2003–idag) - Jonathan Toews (Blackhawks) (2007–idag) - Joe Thornton (Bruins, Sharks) (1997–idag) - Henrik Zetterberg (Red Wings) (2002–idag) | - Ytterforwardar - Daniel Alfredsson (Senators, Red Wings) (1995–2014, HF) - Patrik Eliáš (Devils) (1995–idag, VF) - Dany Heatley (Thrashers, Senators, Sharks, Wild, Ducks) (2001–2015, HF) - Marian Hossa (Senators, Trashers, Penguins, Wings, Blackhawks) (1998–idag, HF) - Marián Gáborík (Wild, Rangers, Kings) (2000–idag, HF) - Jarome Iginla (Flames, Bruins, Avalanche) (1995–idag, HF) - Patrick Kane (Blackhawks) (2007–idag, HF) - Ilja Kovaltjuk (Thrashers, Devils) (2001–2012, VF) - Rick Nash (Blue Jackets, Rangers) (2002–idag, HF) - Markus Näslund (Penguins, Canucks, Rangers) (1993–2009, VF) - Aleksandr Ovetjkin (Capitals) (2005–idag, HF) - Martin St. Louis (Flames, Lightning, Rangers) (1998–2015, HF) |

2010-talet
| - Målvakter - Jonathan Quick (Kings) (2007–idag) - Carey Price (Canadiens) (2007–idag) - Pekka Rinne (Predators) (2005–idag) - Tuukka Rask (Bruins) (2007–idag) | - Backar - Brent Burns (Wild, Sharks) (2003–idag) - Drew Doughty (Kings) (2008–idag) - Oliver Ekman Larsson (Coyotes) (2010–idag) - Victor Hedman (Lightning) (2009–idag) - Erik Karlsson (Senators) (2009–idag) - Duncan Keith (Blackhawks) (2005–idag) - Ryan McDonagh (Rangers) (2010–idag) - Alex Pietrangelo (Blues) (2008–idag) - Brent Seabrook (Blackhawks) (2005–idag) - P.K. Subban (Canadiens, Predators) (2010–idag) - Ryan Suter (Predators, Wild) (2005–idag) - Shea Weber (Predators, Canadiens) (2006–idag) | - Centrar - Jeff Carter (Flyers, Blue Jackets, Kings) (2005–idag) - Ryan Kesler (Canucks, Ducks) (2003–idag) - Anže Kopitar (Kings) (2006–idag) - Ryan Getzlaf (Ducks) (2005–idag) - Claude Giroux (Flyers) (2008–idag) - Jevgenij Kuznetsov (Capitals) (2014–idag) - Joe Pavelski (Sharks) (2006–idag) - Henrik Sedin (Canucks) (2000–idag) - Tyler Seguin (Bruins, Stars) (2010–idag) - Steven Stamkos (Lightning) (2008–idag) - John Tavares (Islanders) (2009–idag) - Connor McDavid (Oilers) (2015–idag) | - Ytterforwardar - Jamie Benn (Stars) (2009–idag, VF) - Johnny Gaudreau (Flames) (2014–idag, VF) - Taylor Hall (Oilers, Devils) (2010–idag, VF) - Phil Kessel (Bruins, Maple Leafs, Penguins) (2006–idag, HF) - Zach Parise (Devils, Wild) (2005–idag, VF) - Corey Perry (Ducks) (2005–idag, HF) - Daniel Sedin (Canucks) (2000–idag, VF) - Vladimir Tarasenko (Blues) (2013–idag, VF) |

### 500 mål
Att under sin karriär göra 500 mål under ordinarie säsong betraktas som en mycket stor prestation. Vid slutet av säsongen 2016/2017 hade totalt 45 spelare lyckats med detta.
Spelare, Dåvarande lag, spelade matcher vid tillfället för det 500:e målet, datum, målvakt som släppte in det 500:e målet, totala antalet matcher spelade under karriären, antal mål under karriären.
|    | Spelare            | Dåvarande lag       | Match nummer | Datum            | Motståndarmålvakt    | M    | GM  |
| -- | ------------------ | ------------------- | ------------ | ---------------- | -------------------- | ---- | --- |
| 1  | Maurice Richard    | Montreal Canadiens  | 863          | 19 oktober 1957  | Glenn Hall           | 978  | 544 |
| 2  | Gordie Howe        | Detroit Red Wings   | 1045         | 14 mars 1962     | Gump Worsley         | 1767 | 801 |
| 3  | Bobby Hull         | Chicago Blackhawks  | 861          | 21 februari 1970 | Ed Giacomin          | 1063 | 610 |
| 4  | Jean Béliveau      | Montreal Canadiens  | 1101         | 11 februari 1971 | Gilles Gilbert       | 1125 | 507 |
| 5  | Frank Mahovlich    | Montreal Canadiens  | 1105         | 21 mars 1973     | Dunc Wilson          | 1181 | 533 |
| 6  | Phil Esposito      | Boston Bruins       | 803          | 22 december 1974 | Jim Rutherford       | 1282 | 717 |
| 7  | Johnny Bucyk       | Boston Bruins       | 1370         | 30 oktober 1975  | Yves Belanger        | 1540 | 556 |
| 8  | Stan Mikita        | Chicago Blackhawks  | 1221         | 27 februari 1977 | Cesare Maniago       | 1394 | 541 |
| 9  | Marcel Dionne      | Los Angeles Kings   | 887          | 14 december 1982 | Al Jensen            | 1348 | 731 |
| 10 | Guy Lafleur        | Montreal Canadiens  | 918          | 20 december 1983 | Glenn Resch          | 1126 | 560 |
| 11 | Mike Bossy         | New York Islanders  | 647          | 2 januari 1986   | (I tom målbur)       | 752  | 573 |
| 12 | Gilbert Perreault  | Buffalo Sabres      | 1159         | 9 mars 1986      | Alain Chevrier       | 1191 | 512 |
| 13 | Wayne Gretzky      | Edmonton Oilers     | 575          | 22 november 1986 | (I tom målbur)       | 1487 | 894 |
| 14 | Lanny McDonald     | Calgary Flames      | 1107         | 21 mars 1989     | Mark Fitzpatrick     | 1111 | 500 |
| 15 | Bryan Trottier     | New York Islanders  | 1104         | 13 februari 1990 | Rick Wamsley         | 1279 | 524 |
| 16 | Mike Gartner       | New York Rangers    | 936          | 14 oktober 1991  | Mike Liut            | 1432 | 708 |
| 17 | Michel Goulet      | Chicago Blackhawks  | 951          | 16 februari 1992 | Jeff Reese           | 1089 | 548 |
| 18 | Jari Kurri         | Los Angeles Kings   | 833          | 17 oktober 1992  | (I tom målbur)       | 1251 | 601 |
| 19 | Dino Ciccarelli    | Detroit Red Wings   | 946          | 8 januari 1994   | Kelly Hrudey         | 1232 | 608 |
| 20 | Mario Lemieux      | Pittsburgh Penguins | 605          | 26 oktober 1995  | Tommy Söderström     | 889  | 690 |
| 21 | Mark Messier       | New York Rangers    | 1141         | 6 november 1995  | Rick Tabaracci       | 1756 | 694 |
| 22 | Steve Yzerman      | Detroit Red Wings   | 906          | 17 januari 1996  | Patrick Roy          | 1514 | 692 |
| 23 | Dale Hawerchuk     | St. Louis Blues     | 1103         | 31 januari 1996  | Félix Potvin         | 1188 | 518 |
| 24 | Brett Hull         | St. Louis Blues     | 693          | 22 december 1996 | Stéphane Fiset       | 1264 | 741 |
| 25 | Joe Mullen         | Pittsburgh Penguins | 1052         | 14 mars 1997     | Patrick Roy          | 1062 | 502 |
| 26 | Dave Andreychuk    | New Jersey Devils   | 1070         | 15 mars 1997     | Bill Ranford         | 1639 | 640 |
| 27 | Luc Robitaille     | Los Angeles Kings   | 928          | 7 januari 1999   | Dwayne Roloson       | 1431 | 668 |
| 28 | Pat Verbeek        | Detroit Red Wings   | 1285         | 22 mars 2000     | Fred Braithwaite     | 1424 | 522 |
| 29 | Ron Francis        | Carolina Hurricanes | 1533         | 2 januari 2002   | Byron Dafoe          | 1731 | 549 |
| 30 | Brendan Shanahan   | Detroit Red Wings   | 1100         | 23 mars 2002     | Patrick Roy          | 1524 | 656 |
| 31 | Joe Sakic          | Colorado Avalanche  | 1044         | 11 december 2002 | Dan Cloutier         | 1378 | 625 |
| 32 | Joe Nieuwendyk     | New Jersey Devils   | 1094         | 17 januari 2003  | Kevin Weekes         | 1257 | 564 |
| 33 | Jaromír Jágr       | Washington Capitals | 928          | 4 februari 2003  | John Grahame         | 1629 | 749 |
| 34 | Pierre Turgeon     | Colorado Avalanche  | 1229         | 8 november 2005  | Vesa Toskala         | 1294 | 515 |
| 35 | Mats Sundin        | Toronto Maple Leafs | 1162         | 14 oktober 2006  | Miikka Kiprusoff     | 1346 | 564 |
| 36 | Teemu Selänne      | Anaheim Ducks       | 982          | 22 november 2006 | José Théodore        | 1451 | 684 |
| 37 | Peter Bondra       | Chicago Blackhawks  | 1050         | 22 december 2006 | Jean-Sébastien Aubin | 1081 | 503 |
| 38 | Mark Recchi        | Pittsburgh Penguins | 1303         | 26 januari 2007  | Marty Turco          | 1652 | 577 |
| 39 | Mike Modano        | Dallas Stars        | 1225         | 13 mars 2007     | Antero Niittymäki    | 1499 | 561 |
| 40 | Jeremy Roenick     | San Jose Sharks     | 1267         | 10 november 2007 | Alex Auld            | 1363 | 513 |
| 41 | Keith Tkachuk      | St. Louis Blues     | 1055         | 6 april 2008     | (I tom målbur)       | 1201 | 538 |
| 42 | Jarome Iginla      | Calgary Flames      | 1149         | 7 januari 2012   | Niklas Bäckström     | 1554 | 625 |
| 43 | Aleksandr Ovetjkin | Washington Capitals | 801          | 10 januari 2016  | Andrew Hammond       | 1139 | 698 |
| 44 | Marian Hossa       | Chicago Blackhawks  | 1240         | 18 oktober 2016  | Michal Neuvitrh      | 1309 | 525 |
| 45 | Patrick Marleau    | San Jose Sharks     | 1463         | 2 februari 2017  | Ryan Miller          | 1709 | 561 |

## Sändningsrättigheter i Sverige
Säsongen 2022/2023 har Viaplay Group de svenska rättigheterna för samtliga NHL-matcher, ett avtal som sträcker sig över säsongen 2025/2026. Samtliga matcher visas på Viaplay, och varje speldag visas matcher på V Sport 1, V Sport Premium, V Sport Vinter eller V Sport Extra. En begränsad mängd matcher innehåller svenska kommentatorer istället för nordamerikanska.